# Liste der Kulturdenkmale in Bernburg (Saale)
In der Liste der Kulturdenkmale in Bernburg (Saale) sind alle Kulturdenkmale der Stadt Bernburg (Saale) (Salzlandkreis) und ihrer Ortsteile aufgelistet. Grundlage ist das Denkmalverzeichnis des Landes Sachsen-Anhalt, das auf Basis des Denkmalschutzgesetzes des Landes Sachsen-Anhalt vom 21. Oktober 1991 durch das Landesamt für Denkmalpflege und Archäologie Sachsen-Anhalt erstellt und seither laufend ergänzt wurde (Stand: 31. Dezember 2024).

## Kulturdenkmale nach Ortsteilen

### Bernburg (Saale)

#### Talstadt
| Lage | Bezeichnung                               | Beschreibung | Erfassungs- nummer | Ausweisungsart               | Bild                                 |
| --- | ----------------------------------------- | --- | ------------------ | ---------------------------- | ------------------------------------ |
| Talstadt (Karte) | Stadtbefestigung der Altstadt             | Hasenturm | 094 60593          | Baudenkmal                   | Weitere Bilder                       |
| Talstadt (Karte) | Stadtbefestigung der Altstadt             | Nienburger Torturm | 094 60593          | Baudenkmal                   | Weitere Bilder                       |
| Aderstedter Straße 1 (Karte) | Parforcehaus                              | Hotel ehemaliges barockes Jagdhaus von 1728 | 094 97924          | Baudenkmal                   | Parforcehaus                         |
| Aderstedter Straße 2, Am Parforcehaus (Karte) | Ausflugsgaststätte „Weidmannsheil“        | Gasthaus aus der Zeit um 1890 | 094 97925          | Baudenkmal                   | Ausflugsgaststätte „Weidmannsheil“   |
| Altstädter Kirchhof 1, 2, 3, 4, 5, 6, 7, 10, 12, 13, Am Kloster 1, 2, 3, 4, 5, 6, 7, 8, 9, 10a, 11, 12, 13, 14 15, 16, 17, 18, 19, 19a, 20, 21, 22, 23, Am Klosterwinkel 1, 2, 3, 4, 5, 7, 8, Am Provianthaus 1, 2, 3, 4, 5, 6, 7, 8, 9, 10, 11, 12, Breite Straße 1, 2, 3, 4, 5, 6, 7, 8, 9, 10, 11, 12, 13, 14, 15, 16, 17, 18, 19, (20), 21, 22, 23, 24, 25, (26), (27), (28), (29), (30), (31) 32, (33), 34, 35, 36, 38, 39, 40, 41, 41a, 42, 42a, 43, 44, 45, 46, 47, 48, 49, 50, 51 , 52, 53, 54, 55, 56, 57, 58, 59, 61, 62, 64, (65), (66), (67), 68, 69, 70, 71, 72, 73, 73, 75, 76, 77, 78 , 79, 80, 80a, 81, 82, 86, 87, 88, 91, 92, 93, 94, 95 , 96, 97, 98, 99, (100), (101), (112), 113, 114, 115, 116, Buschweg 2, 4, 6, 8, 10, 11, 12, 14, 15, 16, 17, 18, 19 , 20, 21, 22, 23, 25, 27, Fährgasse 1, 1a, 2, 3, 4, 5, (5a), (6), (6a), (7), (8), (10), (11), (12), 13, 15, Gartenstraße 1, 1a, 1b, 1c, 1d, 1e, 2, 2a, 3, 4, 5, 6, 7, 8 9, 10, 11, 12, 13, 14, 15, 16, 18, 19, 20, 21, 22, 23, 24 25, 26, 27, 27a, 28, 29a, 29b (Karte) | Talstadt                                  | Die Talstadt hat zwei historische Kerne: die Altstadt um die Sankt-Marien-Kirche und die Neustadt um die Sankt-Nikolai-Kirche. | 094 60060          | Denkmalbereich               | Talstadt                             |
| Altstädter Kirchhof 1, 2 (Karte) | Grundschule Adolph Diesterweg             | Schule | 094 60104          | Baudenkmal                   | Grundschule Adolph Diesterweg        |
| Altstädter Kirchhof 3 (Karte) | Wohnhaus                                  | Wohnhaus aus der ersten Hälfte des 18. Jahrhunderts | 094 60533          | Baudenkmal                   | Wohnhaus                             |
| Altstädter Kirchhof 4 (Karte) | Wohnhaus                                  | Wohnhaus aus dem 18. Jahrhundert | 094 60534          | Baudenkmal                   | Wohnhaus                             |
| Altstädter Kirchhof 5 (Karte) | Wohnhaus                                  | zweigeschossiges barockes Wohnhaus | 094 60535          | Baudenkmal                   | Wohnhaus                             |
| Altstädter Kirchhof 10 (Karte) | Pfarrhaus                                 | Pfarrhof aus dem Jahr 1693 | 094 60536          | Baudenkmal                   | Pfarrhaus                            |
| Altstädter Kirchhof 12 (Karte) | Kirche St. Marien                         | 1228 urkundlich erwähnt | 094 60072          | Baudenkmal                   | Kirche St. Marien                    |
| Am Provianthaus 4 (Karte) | Wohnhaus                                  | Wohnhaus | 094 60778          | Baudenkmal                   | Wohnhaus                             |
| Am Rosenhag 1, Eingang zum Gelände der Papierfabrik, Flur 67, Flurstück 5/5 (Karte) | Villa Am Rosenhag 1                       | Villa um 1900 errichtete große zweigeschossige Villa mit hohem Walmdach | 094 60069          | Baudenkmal                   | Weitere Bilder                       |
| Am Rosenhag 3, 5, Saalehalbinsel (Karte) | Hopfersche Papierfabrik                   | ab 1805 errichtete Papierfabrik | 094 60063          | Baudenkmal                   | Hopfersche Papierfabrik              |
| Am Werder 5a (Karte) | Wohnhaus Am Werder 5a                     | Wohnhaus dreigeschossiges Jugendstil-Wohnhaus vom Anfang des 20. Jahrhunderts | 094 60551          | Baudenkmal                   | Wohnhaus Am Werder 5a                |
| Am Werder 11 (Karte) | Bauernhof Am Werder 11                    | Bauernhof Hofanlage aus dem frühen 19. Jahrhundert im Stil des Spätbarocks | 094 60552          | Baudenkmal                   | Bauernhof Am Werder 11               |
| Am Werder 11a (Karte) | Wohnhaus Am Werder 11a                    | Wohnhaus 1906 in Formen des Jugendstil errichtetes dreigeschossiges Gebäude | 094 60553          | Baudenkmal                   | Wohnhaus Am Werder 11a               |
| Am Werder 11b (Karte) | Wohnhaus Am Werder 11b                    | Wohnhaus dreigeschossiges Eckhaus vom Anfang des 20. Jahrhunderts | 094 60554          | Baudenkmal                   | Wohnhaus Am Werder 11b               |
| Breite Straße, über dem heute trockenen Flussbett der Saale (Karte) | Waldauer Flutbrücke                       | Natursteinbrücke | 094 60064          | Baudenkmal                   | Waldauer Flutbrücke                  |
| Breite Straße, Ecke Seegasse (Karte) | Elektromast                               | Elektromast Der Mast diente bis 1921 als Fahrleitungsmast der Straßenbahn Bernburg und der Elektroversorgung der Stadt. Diese Aufgabe hatte er auch weiterhin, bis im Jahr das Bernburger Freileitungsnetz durch unterirdische Kabel ersetzt wurde. Danach sorgten die Bernburger Stadtwerke für die Erhaltung des Mastes. | 094 97796          | Baudenkmal                   | Elektromast                          |
| Breite Straße 23 (Karte) | Wohnhaus                                  | | 094 60538          | Baudenkmal                   | Wohnhaus                             |
| Breite Straße 24 (Karte) | Wohnhaus                                  | | 094 60792          | Baudenkmal                   | Wohnhaus                             |
| Breite Straße 25, Eckbebauung zur Klostergasse (Karte) | Wohnhaus                                  | Die Alte Kanzlei ist ein barock umformter Renaissancebau aus dem letzten Drittel des 16. Jahrhunderts. Sie war der ursprüngliche Sitz der Verwaltung von Anhalt-Bernburg und wurde bis 1746 für diesen Zweck genutzt. | 094 60539          | Baudenkmal                   | Wohnhaus                             |
| Breite Straße 34 (Karte) | Wohnhaus                                  | | 094 60540          | Baudenkmal                   | Wohnhaus                             |
| Breite Straße 44 (Karte) | Wohnhaus                                  | | 094 60541          | Baudenkmal                   | Wohnhaus                             |
| Breite Straße 45 (Karte) | Wohnhaus                                  | | 094 60542          | Baudenkmal                   | Wohnhaus                             |
| Breite Straße 49 (Karte) | Wohn- und Geschäftshaus                   | Neustadt-Drogerie | 094 60555          | Baudenkmal                   | Wohn- und Geschäftshaus              |
| Breite Straße 51 (Karte) | Wohnhaus                                  | | 094 60543          | Baudenkmal                   | Wohnhaus                             |
| Breite Straße 58 (Karte) | Ackerbürgerhof                            | Ackerbürgerhof Das Renaissance-Traubenhaus stammt aus dem Jahr 1568; die Kellergestalt deutet darauf hin, dass es einen älteren Vorgängerbau gab | 094 60074          | Baudenkmal                   | Ackerbürgerhof                       |
| Breite Straße 64 (Karte) | Wohnhaus                                  | | 094 60544          | Baudenkmal                   | Wohnhaus                             |
| Breite Straße 74 (Karte) | Wohnhaus                                  | Das Ackerbürgerhaus stammt aus der Zeit um 1550. Im Obergeschoss ist es mit Fachwerk ausgestattet. Das Erdgeschoss ist zum Schutz vor Hochwasser höher gesetzt. | 094 60547          | Baudenkmal                   | Wohnhaus                             |
| Breite Straße 80a (Karte) | Sankt-Nikolai-Kirche                      | St. Nikolai, um 1240 | 094 60076          | Baudenkmal                   | Sankt-Nikolai-Kirche                 |
| Breite Straße 81, an der Nikolaikirche (Karte) | Pfarrhaus                                 | | 094 61412          | Baudenkmal                   | Pfarrhaus                            |
| Breite Straße 88 (Karte) | Wohnhaus                                  | Wohnhaus aus Bruchsteinen aus der ersten Hälfte des 18. Jahrhunderts | 094 60548          | Baudenkmal                   | Wohnhaus                             |
| Breite Straße 91, Neustadt (Karte) | Wohnhaus                                  | Wohnhaus | 094 61426          | Baudenkmal                   | Wohnhaus                             |
| Breite Straße 115 (Karte) | Grüne Apotheke                            | Apotheke zweigeschossige Apotheke im Stil des Barock aus dem Jahr 1775 | 094 60549          | Baudenkmal                   | Weitere Bilder                       |
| Breite Straße 116, Markt 17, 18 (Karte) | Altstädter Rathaus                        | Rathaus | 094 60065          | Baudenkmal                   | Altstädter Rathaus                   |
| Fährgasse 4 (Karte) | Wohn- und Bürogebäude                     | Wohn- und Bürogebäude | 094 61435          | Baudenkmal                   | Wohn- und Bürogebäude                |
| Gartenstraße 58 (Karte) | Wohnhaus                                  | | 094 60558          | Baudenkmal                   | Wohnhaus                             |
| Gartenstraße 80 (Karte) | Wohnhaus                                  | | 094 60559          | Baudenkmal                   | Wohnhaus                             |
| Goetheweg 2 (Karte) | Villa                                     | | 094 60767          | Baudenkmal                   | Villa                                |
| Goetheweg 4 (Karte) | Villa                                     | | 094 60768          | Baudenkmal                   | Villa                                |
| Goetheweg 29 (Karte) | Villa                                     | | 094 60560          | Baudenkmal                   | Villa                                |
| Gutenbergstraße 4, außerhalb der Stadtmauer (Karte) | Villa                                     | | 094 60561          | Baudenkmal                   | Villa                                |
| Klostergasse 7 (Karte) | Kloster                                   | Marienknechte | 094 60075          | Baudenkmal                   | Kloster                              |
| Krumbholzstraße 2 (Karte) | Wohn- und Geschäftshaus                   | | 094 60573          | Baudenkmal                   | Wohn- und Geschäftshaus              |
| Krumbholzstraße 3 (Karte) | Wohn- und Geschäftshaus                   | | 094 60574          | Baudenkmal                   | Wohn- und Geschäftshaus              |
| Krumbholzstraße 6 (Karte) | Wohn- und Geschäftshaus                   | | 094 60575          | Baudenkmal                   | Wohn- und Geschäftshaus              |
| Krumbholzstraße 15 (Karte) | Wohnhaus                                  | | 094 60576          | Baudenkmal                   | Wohnhaus                             |
| Krumbholzstraße 17 (Karte) | Wohn- und Geschäftshaus                   | | 094 60577          | Baudenkmal                   | Wohn- und Geschäftshaus              |
| Markt 12, 13 (Karte) | Wohn- und Geschäftshaus Markt 12, 13      | Wohn- und Geschäftshaus dreigeschossiges repräsentatives Eckgebäude im Stil des Historismus aus dem Jahr 1894, die Ecksituation durch einen turmartigen Runderker betont | 094 60580          | Baudenkmal                   | Wohn- und Geschäftshaus Markt 12, 13 |
| Markt 15 (Karte) | Wohn- und Geschäftshaus                   | Wohn- und Geschäftshaus dreigeschossiges Gebäude von 1562 | 094 60581          | Baudenkmal                   | Wohn- und Geschäftshaus              |
| Markt 23 (Karte) | Wohnhaus                                  | Wohnhaus | 094 60582          | Baudenkmal                   | Wohnhaus                             |
| Markt 28, Regierungsgasse 1 (Karte) | Wohn- und Geschäftshaus                   | Regierungsgebäude | 094 60583          | Baudenkmal                   | Wohn- und Geschäftshaus              |
| Nienburger Straße 4 (Karte) | Wohnhaus                                  | Wohnhaus | 094 60584          | Baudenkmal                   | Wohnhaus                             |
| Nienburger Straße 6 (Karte) | Wohnhaus                                  | | 094 60585          | Baudenkmal                   | Wohnhaus                             |
| Nienburger Straße 8, 8a (Karte) | Villa                                     | | 094 60594          | Baudenkmal                   | Villa                                |
| Nienburger Straße 9, Eckbebauung zum Goetheweg (Karte) | Villa                                     | Villa | 094 60595          | Baudenkmal                   | Villa                                |
| Nienburger Straße 19 (Karte) | Villa                                     | Villa | 094 60071          | Baudenkmal                   | Villa                                |
| Nienburger Straße 24/25 (Karte) | Wohn- und Geschäftshaus                   | | 094 60586          | Baudenkmal                   | Wohn- und Geschäftshaus              |
| Nikolaistraße 18 (Karte) | Ackerbürgerhof                            | Zornscher Hof | 094 60587          | Baudenkmal                   | Ackerbürgerhof                       |
| Platz der Jugend 1, vor dem Nienburger Tor (Karte) | Schützenhaus der Bernburger Schützengilde | Vereinshaus zweigeschossiges, repräsentatives Schützenhaus mit großem Saal und steilem Walmdach von 1886 | 094 60070          | Baudenkmal                   | Weitere Bilder                       |
| Schillerstraße 2 (Karte) | Bunse-Villa                               | Villa In der Zeit um 1930 im Heimatstil errichtete Villa. | 094 60588          | Baudenkmal                   | Weitere Bilder                       |
| Seegasse 42 (Karte) | Humboldt-Schule                           | Schule | 094 60103          | Baudenkmal                   | Humboldt-Schule                      |
| Solbadstraße 1, 1a, 3, 3a, 5, 5a, 7, 7a, an der Saale, gegenüber dem Kurhaus (Karte) | Häusergruppe                              | Häusergruppe sog. Villenkolonie | 094 60589          | Baudenkmal                   | Häusergruppe                         |
| Solbadstraße 2, am Krumbholz (Karte) | Kurhaus Bernburg                          | Kurhaus | 094 60590          | Baudenkmal                   | Weitere Bilder                       |
| Zwischen Solbadstraße und Kloster | Kurpark Bernburg                          | Park | 094 60590 001      | Teilobjekt eines Baudenkmals | Kurpark Bernburg                     |
| Solbadstraße 2b, 2c, Areal zwischen Kaiplatz, Kurhaus und Buschweg | Erholungsheim                             | Erholungsheim | 094 61449          | Baudenkmal                   | Erholungsheim                        |
| Solbadstraße 2b, am Kaiplatz, Areal zwischen Buschweg und Kurhaus, Gelände des ehemaligen Jüdischen Friedhofs (Karte) | Hotel                                     | Hotel In der Vergangenheit auch als eigenes Baudenkmal unter der Erfassungsnummer 094 60591 geführt. | 094 61449 001      | Teilobjekt eines Baudenkmals | Hotel                                |
| Solbadstraße 2c, am Kaiplatz, Areal zwischen Buschweg und Kaiplatz (Karte) | Wohnheim                                  | Wohnheim In der Vergangenheit auch als eigenes Baudenkmal unter der Erfassungsnummer 094 60592 geführt. | 094 61449 002      | Teilobjekt eines Baudenkmals | Wohnheim                             |
| Solbadstraße 2b, 2c; Areal von ehemaligem Kinderheim und Kurhotel | Einfriedung                               | Einfriedung | 094 61449 003      | Teilobjekt eines Baudenkmals | Einfriedung                          |
| Wachgasse 1 (Karte) | Säulen der ehemaligen Brückenwache        | Säule vier Säulen der ehemaligen Brückenwache von 1800 | 094 60756          | Baudenkmal                   | Säulen der ehemaligen Brückenwache   |

#### Bergstadt
| Lage | Bezeichnung                              | Beschreibung | Erfassungs- nummer | Ausweisungsart                              | Bild                                     |
| --- | ---------------------------------------- | --- | ------------------ | ------------------------------------------- | ---------------------------------------- |
| Areal nördlich der Wilhelmstraße, von welcher eine Treppe hinaufführt, vom Saalehang, der Beethoven- und der Friedrichstraße begrenzt (Karte) | Alte Bibel                               | Park 1551 zunächst als Friedhof angelegte und nach 1868 zum Stadtpark umgestaltete Parkanlage                                                       | 094 60754          | Baudenkmal                                  | Weitere Bilder                           |
| Bergstadt, Areal der eh. Gärtnerei am Stadtpark „Alte Bibel“ (Karte) | Gymnastikhalle im Loheland-Garten        | Ehemalige Turnhalle, sogenanntes „Loheland-Haus“ im Loheland-Garten.                                                                                | 094 61436          | Baudenkmal                                  | Gymnastikhalle im Loheland-Garten        |
| An der Überfahrt 1, (2), Andreas-Günther-Weg o.Nr., Ballgasse o.Nr., Bärstraße 1, 2, 3, 4, 5, 6, 7, 7a, 8, 9, 9a, 10a, 11, 12, 13 , 14, 14a, 15, 15a, 16, 17, 18, 18a, 23, 24, 25, 26, 27, 28, 30, 30a, 30b, 30c, 31, 32, 33, 35, 35a, 37, (39), (40), 41, 41a, 41b, 42, 43, 44, 45, 46, 47, 48, 48a, 49, 50, 51, 52, Berggasse 1, 2, 3, 4, 5, 6, 7, 8, Bornstraße 1, 2, 3, 5, 6, 7, 8, 9, 10, 11, 12, 13, 14, 15 , 17, 19, 21, 23, Böttchergasse o.Nr., Brahlenberg (1), (1a), 2, 3, 4, 5, 6, 7, 8, 9, 10, 11, 12, 13, Brunnenstraße 1, 2, 3, 4, 5, 6, 8, 10, Dammstraße o.Nr., Fischergasse 5, 7, 9, 11, 13, 15, 17, 19, 21, 23, 25, 27, 29 , 31, 31a, 33, 35, 37, Freiheit 2, 4, 5, 6, Große Einsiedelsgasse 1, 2, 3, 4, 4a, 5, 6, 6a, 7, 8, 9, 11, 13, Kleine Einsiedelsgasse 2, 2a, Kleine Wilhelmstraße 1, 2, Kugelweg 2, 3, 3a, 4, 4b, 5, 6, 9, 11a, 11b, 12, 13, 14, 14a , 15, 16, 17, 18, 19, 20, 20a, 22, 24, 26, 28, 30, Lange Straße 1, 2, 3, 4, 5, 6, 7, 8, 9, 10, 11, (12), 13, 14 , 15, 16, 17, 18, 20, 21, 22, 23, 24, 25, 26, (Karte) | Altstadt                                 | Bergstadt und Schlossbezirk | 094 60061          | Denkmalbereich                              | Altstadt                                 |
| Fischergasse, Saaleinsel (Karte) | Saalemühle                               | Mühle | 094 60720          | Baudenkmal                                  | Saalemühle                               |
| Fischergasse 2, 4, 6, 8, Saaleinsel (Karte) | Schleuse Bernburg                        | Schiffsschleuse an der Saale aus den 1930er Jahren                                                                                                  | 094 60719          | Baudenkmal                                  | Weitere Bilder                           |
| Große Einsiedelsgasse 2 (Karte) | Hotel                                    | Hotel | 094 60648          | Baudenkmal                                  | Hotel                                    |
| Große Einsiedelsgasse 4a (Karte) | Verwaltungsgebäude                       | Verwaltungsgebäude | 094 60649          | Baudenkmal                                  | Verwaltungsgebäude                       |
| Große Einsiedelsgasse 6a (Karte) | Logenhaus                                | Logenhaus | 094 60650          | Baudenkmal                                  | Logenhaus                                |
| Hohe Straße 2, Karlstraße 40, am Martins-Kirchplatz (Karte) | Franz-Mehring-Schule                     | Schule | 094 60110          | Baudenkmal                                  | Franz-Mehring-Schule                     |
| Kleine Wilhelmstraße 2; Gebäudekomplex zwischen Wilhelmstraße und Kugelweg, entlang der Kl. Wilhelmstraße (Karte) | Wohn- und Geschäftshaus                  | Wohn- und Geschäftshaus | 094 60672          | Baudenkmal                                  | Wohn- und Geschäftshaus                  |
| Kugelweg 4 (Karte) | Kaufhaus                                 | Kaufhaus | 094 60670          | Baudenkmal                                  | Kaufhaus                                 |
| Kugelweg 6 (Karte) | Wohn- und Geschäftshaus                  | Wohn- und Geschäftshaus | 094 60671          | Baudenkmal                                  | BW                                       |
| Kugelweg 15 (Karte) | Wohnhaus                                 | Wohnhaus | 094 60674          | Baudenkmal                                  | BW                                       |
| Kugelweg 17 (Karte) | Wohnhaus                                 | Wohnhaus | 094 60675          | Baudenkmal                                  | BW                                       |
| Kugelweg 20 (Karte) | Wohnhaus                                 | Wohnhaus | 094 60676          | Baudenkmal                                  | BW                                       |
| Kugelweg 20a (Karte) | Wohnhaus                                 | Wohnhaus | 094 60677          | Baudenkmal                                  | BW                                       |
| Kugelweg 22 (Karte) | Wohn- und Geschäftshaus                  | Wohn- und Geschäftshaus | 094 60678          | Baudenkmal                                  | BW                                       |
| Lange Straße 3 (Karte) | Wohnhaus                                 | Wohnhaus | 094 60680          | Baudenkmal                                  | BW                                       |
| Lange Straße 5 (Karte) | Wohnhaus                                 | Wohnhaus | 094 60681          | Baudenkmal                                  | BW                                       |
| Lange Straße 14 (Karte) | Wohnhaus                                 | Wohnhaus | 094 60684          | Baudenkmal                                  | Wohnhaus                                 |
| Lange Straße 37 (Karte) | Schloß-Brauerei                          | Brauerei | 094 60685          | Baudenkmal                                  | BW                                       |
| Lange Straße 39 (Karte) | Wohnhaus                                 | Wohnhaus | 094 60686          | Baudenkmal                                  | Wohnhaus                                 |
| Leipziger Straße 2 (Karte) | Wohnhaus                                 | Wohnhaus Wohnhaus des ehem. Bandelschen Stadtgutes                                                                                                  | 094 61432          | Baudenkmal                                  | Wohnhaus                                 |
| Leipziger Straße 5 (Karte) | Wohnhaus                                 | Wohnhaus | 094 60689          | Baudenkmal                                  | Wohnhaus                                 |
| Leipziger Straße 6 (Karte) | Wohnhaus                                 | Wohnhaus | 094 60690          | Baudenkmal                                  | Wohnhaus                                 |
| Leipziger Straße 9 (Karte) | Wohnhaus                                 | Wohnhaus | 094 60691          | Baudenkmal                                  | Wohnhaus                                 |
| Leipziger Straße 10 (Karte) | Ackerbürgerhof                           | Ackerbürgerhof | 094 60692          | Baudenkmal                                  | Ackerbürgerhof                           |
| Leipziger Straße 11 (Karte) | Kantorat                                 | Kantorat | 094 60694          | Baudenkmal                                  | Kantorat                                 |
| Leipziger Straße 12 (Karte) | Pfarrhaus                                | Pfarrhaus | 094 60693          | Baudenkmal                                  | Pfarrhaus                                |
| Lindenplatz 1 (Karte) | Wohnhaus                                 | Wohnhaus | 094 60695          | Baudenkmal                                  | BW                                       |
| Lindenplatz 15 (Karte) | Depot                                    | Depot | 094 60077          | Baudenkmal                                  | BW                                       |
| Louis-Braille-Platz 6 (Karte) | Schule                                   | | 094 60697          | Baudenkmal                                  | Schule                                   |
| Louis-Braille-Platz 16 (Karte) | Kapelle                                  | Wolfgangsstift | 094 60081          | Baudenkmal                                  | Kapelle                                  |
| Mühlstraße 4 (Karte) | Wohnhaus                                 | Hofdruckerei | 094 60708          | Baudenkmal                                  | BW                                       |
| Mühlstraße 14 (Karte) | Verwaltungsgebäude                       | | 094 60709          | Baudenkmal                                  | Verwaltungsgebäude                       |
| Saalplatz 10 (Karte) | Wohn- und Geschäftshaus                  | | 094 60721          | Baudenkmal                                  | Wohn- und Geschäftshaus                  |
| Saalplatz 16 (Karte) | Wohn- und Geschäftshaus                  | | 094 60722          | Baudenkmal                                  | Wohn- und Geschäftshaus                  |
| Saalweg 1 (Karte) | Ackerbürgerhof                           | | 094 60082          | Baudenkmal                                  | BW                                       |
| Schenktreppe 3, unterhalb des Burghanges (Karte) | Rathaus                                  | | 094 60102          | Baudenkmal                                  | BW                                       |
| Schlossgartenstraße 8d (Karte) | Wohnhaus                                 | | 094 60723          | Baudenkmal                                  | BW                                       |
| Schlossgartenstraße 10 (Karte) | Wohnhaus                                 | Wohnhaus | 094 60724 001      | Baudenkmal                                  | BW                                       |
| Schloßgartenstraße 12 (Karte) | Wohnhaus                                 | Wohnhaus | 094 60724 002      | Kleindenkmal                                | BW                                       |
| Schlossgartenstraße 14 (Karte) | Orangerie                                | Orangerie | 094 60725          | Baudenkmal                                  | BW                                       |
| Schlossgartenstraße 14, Schloßgarten (Karte) | Gymnasium Carolinum                      | Gymnasium Carolinum, 1880 bis 1882 errichtete Schule                                                                                                | 094 60106          | Baudenkmal                                  | Gymnasium Carolinum                      |
| Schlossgartenstraße 16 (Karte) | Wohnhaus                                 | Wohnhaus Kutscherhaus | 094 60733          | Baudenkmal                                  | BW                                       |
| Schlossgartenstraße 16, 16a (Karte) | Verwaltungsgebäude                       | Verwaltungsgebäude Kreishaus, 1895 | 094 60726          | Baudenkmal                                  | Verwaltungsgebäude                       |
| Schlossstraße 1 (Karte) | Gasthaus                                 | Gasthaus Güldenpfanne, Schmidts Ausspann | 094 60613          | Baudenkmal                                  | Gasthaus                                 |
| Schlossstraße 3 (Karte) | Schule                                   | Schule Friederikenschule, zeitweise Stadthaus | 094 60107          | Baudenkmal                                  | Schule                                   |
| Schlossstraße 5 (Karte) | Kirche                                   | Kirche Schloßkirche St. Aegidien | 094 60079          | Baudenkmal                                  | Kirche                                   |
| Schlossstraße 7 (Karte) | Krummacher-Haus                          | Superintendentur | 094 60727          | Baudenkmal                                  | Krummacher-Haus                          |
| Schlossstraße 8a (Karte) | Wohn- und Geschäftshaus Schlossstraße 8a | Wohn- und Geschäftshaus Dreigeschossiges in der Zeit um 1880 errichtetes Gebäude, lange auch als Theatercafé genutzt. 2019 als Denkmal ausgewiesen. | 094 61460          | Baudenkmal                                  | Wohn- und Geschäftshaus Schlossstraße 8a |
| Schlossstraße 9 (Karte) | Haus Braune                              | Wohnhaus | 094 60728          | Baudenkmal                                  | Haus Braune                              |
| Schlossstraße 11 (Karte) | Verwaltungsgebäude                       | Verwaltungsgebäude Rathaus II, ab 1756/57 | 094 60729          | Baudenkmal                                  | Verwaltungsgebäude                       |
| Schlossstraße 20 (Karte) | Carl-Maria-von-Weber-Theater             | Theater | 094 60078          | Baudenkmal                                  | Carl-Maria-von-Weber-Theater             |
| Schlossstraße 22 (Karte) | Wohnhaus                                 | Wohnhaus | 094 60730          | Baudenkmal                                  | Wohnhaus                                 |
| Schlossstraße 24 (Karte) | Schloss Bernburg                         | Schloss | 094 60731          | Baudenkmal                                  | Weitere Bilder                           |
| Schlossstraße 24 (Karte) | Bergfried „Roter Turm“                   | Bergfried „Roter Turm“ oder „Eulenspiegelturm“ | 094 60731 001      | Teilobjekt eines Baudenkmals                | Weitere Bilder                           |
| Schlossstraße 24 (Karte) | Wohnhaus „Altes Haus“                    | Museum Schloss Bernburg, ehemaliges Wohnhaus | 094 60731 002      | Teilobjekt eines Baudenkmals                | Wohnhaus „Altes Haus“                    |
| Schlossstraße 24, Westecke des ehemaligen Burghofes, in unmittelbarer Nachbarschaft der Pankratiuskapelle (Karte) | Wohnhaus „Krummes Haus“                  | Wohnhaus | 094 60731 003      | Teilobjekt eines Baudenkmals                | BW                                       |
| Schlossstraße 24, Schlosshof (Karte) | Pankatius-Kapelle                        | Kapelle | 094 60731 004      | Teilobjekt eines Baudenkmals                | Pankatius-Kapelle                        |
| Schlossstraße 24, unterhalb des Westgiebel des Christiansbaus (Karte) | Wohnhaus „Schlossidyll“                  | Wohnhaus | 094 60731 005      | Teilobjekt eines Baudenkmals                | BW                                       |
| Schlossstraße 24, Westseite des Schlosshofes (Karte) | Verwaltungsgebäude Christiansbau         | Verwaltungsgebäude | 094 60731 006      | Teilobjekt eines Baudenkmals                | BW                                       |
| Schlossstraße 24, Westseite des Schlosshofes, zwischen Christiansbau und Langem Haus (Karte) | Wohnhaus barocker Zwischenbau            | Wohnhaus | 094 60731 007      | Teilobjekt eines Baudenkmals                | BW                                       |
| Schlossstraße 24, Nordseite des Schlosshofes (Karte) | Schloss „Langes Haus“                    | Schloss | 094 60731 008      | Teilobjekt eines Baudenkmals                | BW                                       |
| Schlossstraße 24, Nordostseite des Schlosshofes, an die östl. Giebelseite des Langen Hauses anschließend (Karte) | Viktor-Amadeus-Bau                       | Wohnhaus | 094 60731 009      | Teilobjekt eines Baudenkmals                | BW                                       |
| Schlossstraße 24, Schlosshof (Karte) | Bergfried „Blauer Turm“                  | Bergfried | 094 60731 010      | Teilobjekt eines Baudenkmals                | Bergfried „Blauer Turm“                  |
| Schlossstraße 24, Schlosshof (Karte) | barocke Hofmauer                         | Mauer | 094 60731 011      | Teilobjekt eines Baudenkmals                | barocke Hofmauer                         |
| Schlossstraße 24, Ostseite der Anlage (Karte) | Gefängnis                                | Gefängnis, Nutzung als Musikschule | 094 60731 012      | Teilobjekt eines Baudenkmals                | Gefängnis                                |
| Schlossstraße 24, Südostseite des ehemaligen Burgareals (Karte) | Ateliergebäude                           | Wohnhaus | 094 60731 013      | Teilobjekt eines Baudenkmals                | Ateliergebäude                           |
| Schlossstraße 24, Südostseite der Burganlage, neben dem Brückenportal (Karte) | Torwächterhaus Osttorhaus                | Wohnhaus | 094 60731 014      | Teilobjekt eines Baudenkmals                | Torwächterhaus Osttorhaus                |
| Schlossstraße 24, am Bärenzwinger (Karte) | Portal                                   | Portal | 094 60731 015      | Teilobjekt eines Baudenkmals                | Portal                                   |
| Schlossstraße 24, Südseite der Burganlage (Karte) | Bärenzwinger                             | Zwinger | 094 60731 016      | Teilobjekt eines Baudenkmals                | Bärenzwinger                             |
| Schlossstraße 24 (Karte) | Mauer                                    | Mauer östlich | 094 60731 017      | Teilobjekt eines Baudenkmals                | Mauer                                    |
| Schlossstraße 24, Altes Haus (Museum) und ehemalige Burgkapelle (Karte) | Sammlung                                 | Sammlung | 094 60731 018      | Teilobjekt eines Baudenkmals - Kleindenkmal | BW                                       |
| Schlossstraße 24, Saalehang (Karte) | Mauer Saalehang                          | Mauer | 094 60731 019      | Teilobjekt eines Baudenkmals                | BW                                       |
| Schlossstraße 24, im Schloßhof (Karte) | Skulptur                                 | Skulptur | 094 60732          | Baudenkmal                                  | BW                                       |
| Schlossstraße 24 | Sammlung                                 | Sammlung 2022 als Kulturdenkmal ausgewiesen. | 094 18888          | Bewegliches Kulturdenkmal                   |                                          |
| Theaterstraße 5 (Karte) | Sankt-Bonifatius-Kirche                  | Katholische St.-Bonifatius-Kirche, von 1864 bis 1867 erbaut.                                                                                        | 094 60080          | Baudenkmal                                  | Weitere Bilder                           |
| Theaterstraße 7 (Karte) | Wohnhaus                                 | | 094 60743          | Baudenkmal                                  | Wohnhaus                                 |
| Theaterstraße 9 (Karte) | Wohnhaus                                 | | 094 60744          | Baudenkmal                                  | Wohnhaus                                 |
| Theaterstraße 11 (Karte) | Ackerbürgerhof                           | | 094 60745          | Baudenkmal                                  | Ackerbürgerhof                           |
| Theaterstraße 13 (Karte) | Wohnhaus                                 | | 094 60746          | Baudenkmal                                  | Wohnhaus                                 |
| Waisenhausstraße 15, Areal zwischen Waisenhaus-, Rosen- und Dr.- John-Rittmeister-Straße (Karte) | Schule                                   | Johann-Wolfgang-von-Goethe-Schule | 094 60108          | Baudenkmal                                  | BW                                       |
| Wilhelmstraße 1, am Zugang zur Alten Bibel (Karte) | Wohn- und Geschäftshaus                  | Wohn- und Geschäftshaus im Stil des Historismus von 1888                                                                                            | 094 60748          | Baudenkmal                                  | Wohn- und Geschäftshaus                  |
| Wilhelmstraße 2a (Karte) | Hotel Goldene Kugel                      | | 094 60749          | Baudenkmal                                  | BW                                       |
| Wilhelmstraße 2b (Karte) | Wohn- und Geschäftshaus                  | dreigeschossiges Wohn- und Geschäftshaus vom Anfang des 20. Jahrhunderts                                                                            | 094 60750          | Baudenkmal                                  | Wohn- und Geschäftshaus                  |
| Wilhelmstraße 10 (Karte) | Wohn- und Geschäftshaus                  | | 094 60751          | Baudenkmal                                  | Wohn- und Geschäftshaus                  |
| Wilhelmstraße 12 (Karte) | Wohn- und Geschäftshaus                  | | 094 60752          | Baudenkmal                                  | Wohn- und Geschäftshaus                  |
| Wilhelmstraße 20 (Karte) | Wohn- und Geschäftshaus                  | | 094 60753          | Baudenkmal                                  | Wohn- und Geschäftshaus                  |

#### Bergstadt, Stadterweiterung
| Lage | Bezeichnung                      | Beschreibung | Erfassungs- nummer | Ausweisungsart               | Bild |
| --- | -------------------------------- | --- | ------------------ | ---------------------------- | --- |
| Albrechtstraße 2, 3, 4, 5, 6, 7, 8, 9, 10, 12, 13, 14, 15, 16 , 17, 18, 19, 20, 21, 22, Antoinettenstraße 2, 2a, 4, 4a, 6, 6a, 6b, 8, 8a, 10, 10a, 10b, 12, 14, 16, 18, 20, 22, 24, 26, 28, 30, 32, Hallesche Straße 102, Kustrenaer Straße 59, 61, 63, 65, 67, 67a, 69, 71, 73, Leopoldstraße 1, 2, 3, 4, 5, 6, 7, 8, 9, 10, 11, 13, 15, 16 , 17, 18, 19, 21, 22, 23, 24, 25, 26, 27, 28, 29 , 30, 31, 32, 34, 36 (Karte) | Häuserblock                      | Stadterweiterung, südlicher Teil                                                                                   | 094 60569          | Denkmalbereich               | [[Vorlage:Bilderwunsch/code!/C:51.78732,11.73979!/D:Albrechtstraße 2, 3, 4, 5, 6, 7, 8, 9, 10, 12, 13, 14, 15, 16 , 17, 18, 19, 20, 21, 22, Antoinettenstraße 2, 2a, 4, 4a, 6, 6a, 6b, 8, 8a, 10, 10a, 10b, 12, 14, 16, 18, 20, 22, 24, 26, 28, 30, 32, Hallesche Straße 102, Kustrenaer Straße 59, 61, 63, 65, 67, 67a, 69, 71, 73, Leopoldstraße 1, 2, 3, 4, 5, 6, 7, 8, 9, 10, 11, 13, 15, 16 , 17, 18, 19, 21, 22, 23, 24, 25, 26, 27, 28, 29 , 30, 31, 32, 34, 36,!/\|BW]] |
| Annenstraße 1, 3, 5, 7, 9, 11, 13, 15, 17, 19, 21, 23, 25, 27, 29, 31, 33, 35, 37, Beethovenstraße 1, 2, 2a, 3, 4, 5, 6, 7, 8, 9, 10, 11, 12, 13, Friedensallee 1, 1a, 2, 3, 3a, 3b, 4, 5, 6, 7, 8, 9, 10, 11, 12, 13, 14, 15, 16, 17, 18, 19, 20, 21, 22, 23, 24, 25, 26, 27, 28, 29, 30, 31, 32, 33, 34, 35, 36, 37, 38, 39, 39a, 40, 41, 42, 43, 44, 45, 46, 47, 48, 49, 50, 51, 53, 55, Friedrichstraße 1, 2, 3, 4, 5, 6, 7, 8, 9, 10, 11, 12, 13, 14, 15, 16, 17, 18, 19, 20, 21, 22, 23, 24, 25, 26, 27, 28, 30, 32, 34, Mozartstraße 1, 2, 2a, 2b, 3, 4, 5, 6, 7, 8, 9, 10, 11, 12, 13, 14, 17, 19, 21, 23, Poststraße 22, 24, 29, Rheineplatz 8 Wilhelmstraße 1, 1a, 1b, 2, 2a, 2b, 3, 4, 5, 6, 6a, 7, 8, 9, 10, 11, 12, 13, 13a, 14, 15, 16, 17, 18, 19, 20, 21, 22, 23, 25, 27 (Karte) | Stadtviertel                     | | 094 60696          | Denkmalbereich               | [[Vorlage:Bilderwunsch/code!/C:51.800108,11.747089!/D:Annenstraße 1, 3, 5, 7, 9, 11, 13, 15, 17, 19, 21, 23, 25, 27, 29, 31, 33, 35, 37, Beethovenstraße 1, 2, 2a, 3, 4, 5, 6, 7, 8, 9, 10, 11, 12, 13, Friedensallee 1, 1a, 2, 3, 3a, 3b, 4, 5, 6, 7, 8, 9, 10, 11, 12, 13, 14, 15, 16, 17, 18, 19, 20, 21, 22, 23, 24, 25, 26, 27, 28, 29, 30, 31, 32, 33, 34, 35, 36, 37, 38, 39, 39a, 40, 41, 42, 43, 44, 45, 46, 47, 48, 49, 50, 51, 53, 55, Friedrichstraße 1, 2, 3, 4, 5, 6, 7, 8, 9, 10, 11, 12, 13, 14, 15, 16, 17, 18, 19, 20, 21, 22, 23, 24, 25, 26, 27, 28, 30, 32, 34, Mozartstraße 1, 2, 2a, 2b, 3, 4, 5, 6, 7, 8, 9, 10, 11, 12, 13, 14, 17, 19, 21, 23, Poststraße 22, 24, 29, Rheineplatz 8 Wilhelmstraße 1, 1a, 1b, 2, 2a, 2b, 3, 4, 5, 6, 6a, 7, 8, 9, 10, 11, 12, 13, 13a, 14, 15, 16, 17, 18, 19, 20, 21, 22, 23, 25, 27,!/\|BW]] |
| Annenstraße 3 (Karte) | Villa                            | | 094 60605          | Baudenkmal                   | BW |
| Annenstraße 5 (Karte) | Villa                            | | 094 60606          | Baudenkmal                   | BW |
| Annenstraße 27, 27A (Karte) | Wohnhaus                         | | 094 60607          | Baudenkmal                   | BW |
| Annenstraße 33 (Karte) | Wohnhaus                         | | 094 60608          | Baudenkmal                   | BW |
| Annenstraße 35, 37 (Karte) | Wohnhaus                         | | 094 60609          | Baudenkmal                   | BW |
| Auguststraße 1, 2, 3, 4, 5, 6, 7, 8, 9, 10, 11, 12, 13, 14 , 16, 17, 18, 19, 20, 21, 22, 23, 24, 25, 26 , 27, 28, 29, 30, 30a, 31, 32, 33, 34, 35, 36, 37, 38, 39, 40, 41, 42, 43, 44, 45, 46, 47, 48, 49, 50, 51, 51a, 52, 53, 54, 54a, 55, 56, 57 , 58, 59, 60, 61, 62, 64, 66, 68, Bahnhofstraße 1, 2, 3, 4, 5, 6, 6a, 7, 8, 9, 9a, 9b, 10a, 10b , 11, 12, 13, 14, 15, 16, 17, 18, 19a, 19b, 20, 21, 22, 23, Franzstraße 1, 2, 3, 4, 5, 6, 7, 8, 9, 10, 11, 12, 13, 14 , 15, 15a, 15b, 16, 17, 18, 19, 20, 20a, 20b, 21 , 22, 22a, 23, 24, 25, 26, 27, 28, 29, 30, 31, 32 , 33, 34, 34a, 35, 36, 37, 38, 39, 40, 41, 42, 43 , 44, 45, 46, 47, 48, 49, 50, 51, 52, 53, 54, 55 57, 59, 61, Hohe Straße 1, 3, 4, 4a, 5, 6, 7, 8, 9, 10, 11, 12, 13, 14 , 15, 16, 16a, 17, 17a, 18, 19, 20, 21, 22, 23, 25, 25a, 26, 27, 28, 29, 30, 31, 32, 33, 34, 35 , 36, 37, 38, 39, 40, 41, 42, 43, 45, 47, 49, 51 , 53, 55, 57, Karlstraße 1,1a, 2, 3, 4, 5, 6, 7, 8, 9, 10, 11, 12, 13, 14 , 15, 16, 17, 18, 19, 20, 21, 22, 23, 24, 25, 25a , 26, 27, (Karte) | Stadterweiterung                 | | 094 60062          | Denkmalbereich               | [[Vorlage:Bilderwunsch/code!/C:51.794043,11.745484!/D:Auguststraße 1, 2, 3, 4, 5, 6, 7, 8, 9, 10, 11, 12, 13, 14 , 16, 17, 18, 19, 20, 21, 22, 23, 24, 25, 26 , 27, 28, 29, 30, 30a, 31, 32, 33, 34, 35, 36, 37, 38, 39, 40, 41, 42, 43, 44, 45, 46, 47, 48, 49, 50, 51, 51a, 52, 53, 54, 54a, 55, 56, 57 , 58, 59, 60, 61, 62, 64, 66, 68, Bahnhofstraße 1, 2, 3, 4, 5, 6, 6a, 7, 8, 9, 9a, 9b, 10a, 10b , 11, 12, 13, 14, 15, 16, 17, 18, 19a, 19b, 20, 21, 22, 23, Franzstraße 1, 2, 3, 4, 5, 6, 7, 8, 9, 10, 11, 12, 13, 14 , 15, 15a, 15b, 16, 17, 18, 19, 20, 20a, 20b, 21 , 22, 22a, 23, 24, 25, 26, 27, 28, 29, 30, 31, 32 , 33, 34, 34a, 35, 36, 37, 38, 39, 40, 41, 42, 43 , 44, 45, 46, 47, 48, 49, 50, 51, 52, 53, 54, 55 57, 59, 61, Hohe Straße 1, 3, 4, 4a, 5, 6, 7, 8, 9, 10, 11, 12, 13, 14 , 15, 16, 16a, 17, 17a, 18, 19, 20, 21, 22, 23, 25, 25a, 26, 27, 28, 29, 30, 31, 32, 33, 34, 35 , 36, 37, 38, 39, 40, 41, 42, 43, 45, 47, 49, 51 , 53, 55, 57, Karlstraße 1,1a, 2, 3, 4, 5, 6, 7, 8, 9, 10, 11, 12, 13, 14 , 15, 16, 17, 18, 19, 20, 21, 22, 23, 24, 25, 25a , 26, 27,,!/\|BW]] |
| Auguststraße 14 (Karte) | Capitol                          | Kino im Stil des Art déco aus dem Jahr 1927                                                                        | 094 60610          | Baudenkmal                   | Capitol |
| Auguststraße 68, Eckbebauung zur Bahnhofsstraße (Karte) | Hotel Kaiserhof                  | Hotel zweigeschossiger repräsentativer Hotelbau aus der zweiten Hälfte des 19. Jahrhunderts                        | 094 60611          | Baudenkmal                   | Hotel Kaiserhof |
| Bahnhofstraße 1, 1a (Karte) | Bahnhof Bernburg                 | Bahnhof | 094 60612          | Baudenkmal                   | Weitere Bilder |
| Bahnhofstraße 1a | Empfangs- und Verwaltungsgebäude | Empfangs- und Verwaltungsgebäude                                                                                   | 094 60612 001      | Teilobjekt eines Baudenkmals | Empfangs- und Verwaltungsgebäude |
| Bahnhofstraße 1a, Ostseite des Hauptgebäudes | Empfangs- und Verwaltungsgebäude | Empfangs- und Verwaltungsgebäude                                                                                   | 094 60612 002      | Teilobjekt eines Baudenkmals | Empfangs- und Verwaltungsgebäude |
| Bahnhofstraße 1a | Toilettenhaus                    | Toilettenhaus | 094 60612 003      | Teilobjekt eines Baudenkmals | Toilettenhaus |
| Bahnhofstraße 1a | Bahnsteighalle                   | Bahnsteighalle | 094 60612 004      | Teilobjekt eines Baudenkmals | Bahnsteighalle |
| Bahnhofstraße 1a | Bahnsteighalle                   | Bahnsteighalle | 094 60612 005      | Teilobjekt eines Baudenkmals | Bahnsteighalle |
| Bahnhofstraße, vor dem Empfangsgebäude | Platz                            | Platz | 094 60612 006      | Teilobjekt eines Baudenkmals | Platz |
| Bahnhofstraße, zwischen Bahnhofstraße und Gleisbett | Park                             | Park | 094 60612 007      | Teilobjekt eines Baudenkmals | |
| Köthensche Straße, Bahnübergang | Stellwerk                        | Stellwerk | 094 60612 010      | Teilobjekt eines Baudenkmals | Stellwerk |
| Köthensche Straße, Bahnübergang, an den Werksgleisen zum Betriebsgelände Solvay | Stellwerk                        | Stellwerk | 094 60612 011      | Teilobjekt eines Baudenkmals | |
| Parkstraße, Bahnübergang | Stellwerk                        | Stellwerk | 094 60612 012      | Teilobjekt eines Baudenkmals | Stellwerk |
| Bahnhofstraße 1a, Inselbahnsteig | Stellwerk                        | Stellwerk | 094 60612 013      | Teilobjekt eines Baudenkmals | |
| Gleisbereich, an der Seite zur Hegestraße | Wasserturm                       | Wasserturm | 094 60612 015      | Teilobjekt eines Baudenkmals | Wasserturm |
| Bahnhofstraße 26 (Karte) | Wohnhaus                         | | 094 60614          | Baudenkmal                   | BW |
| Blumenstraße 1, 2, 3, 4, 5, 6, 7, 8, 9, 10, 11, 12, 13, 14 , 15, 16, 17, 18, 19, 20, 21, 22, 23, 24, 25, 25a , 26, 27, 28 Stadterweiterung, südlicher Teil (Karte) | Straßenzug                       | | 094 60565          | Denkmalbereich               | BW |
| Christian-Straße 39, 41, 42, 43, 44, 45, 47, 49, 50, 51, 52, 53, 54, 55, 56, 57, 58, 59, 60, 61, 62, 63, 65, Olga-Benario-Straße 21, 23, 25, 27, 29, 31, 33, 35, 37, Stiftstraße 75, 77, 79, 81 Wasserturmstraße 62, 64, 66, 68, 70, 72, 74 Stadterweiterung, südlicher Teil (Karte) | Häusergruppe                     | | 094 60568          | Denkmalbereich               | [[Vorlage:Bilderwunsch/code!/C:51.78864544,11.73349036!/D:Christian-Straße 39, 41, 42, 43, 44, 45, 47, 49, 50, 51, 52, 53, 54, 55, 56, 57, 58, 59, 60, 61, 62, 63, 65, Olga-Benario-Straße 21, 23, 25, 27, 29, 31, 33, 35, 37, Stiftstraße 75, 77, 79, 81 Wasserturmstraße 62, 64, 66, 68, 70, 72, 74 Stadterweiterung, südlicher Teil,!/\|BW]] |
| Clara-Zetkin-Platz 12; Eckbebauung zur Wettiner Straße (Karte) | Wohn- und Geschäftshaus          | Bär-Apotheke | 094 60615          | Baudenkmal                   | BW |
| Dr.-John-Rittmeister-Straße 4 (Karte) | Villa                            | | 094 97927          | Baudenkmal                   | BW |
| Dr.-John-Rittmeister-Straße 8 Am Sportplatz im Pfaffenbusch (Karte) | Wasserwerk                       | Wasserwerk der Stadt Bernburg                                                                                      | 094 60618          | Baudenkmal                   | BW |
| Dr.-John-Rittmeister-Straße 23 (Karte) | Feuerwache                       | Dampfspritzenhaus                                                                                                  | 094 60616          | Baudenkmal                   | BW |
| Dr.-John-Rittmeister-Straße 23f Eckbebauung zum Kirschbergweg (Karte) | Villa                            | | 094 97928          | Baudenkmal                   | BW |
| Dr.-John-Rittmeister-Straße 25; Eckbebauung zum Kirschberg (Karte) | Villa                            | | 094 60617          | Baudenkmal                   | BW |
| Franzstraße 16 (Karte) | Gästehaus                        | | 094 60619          | Baudenkmal                   | BW |
| Franzstraße 35 (Karte) | Kaserne                          | Franzkaserne, Polizeirevier Bernburg                                                                               | 094 60620          | Baudenkmal                   | BW |
| Friedensallee 2 (Karte) | Friederiken-Gymnasium            | 1906 bis 1909 errichtetes repräsentatives Schulgebäude                                                             | 094 60105          | Baudenkmal                   | Friederiken-Gymnasium |
| Friedensallee 3 (Karte) | Logenhaus                        | | 094 60622          | Baudenkmal                   | BW |
| Friedensallee 3b (Karte) | Bankgebäude                      | | 094 60623          | Baudenkmal                   | BW |
| Friedensallee 6 (Karte) | Wohnhaus                         | | 094 60624          | Baudenkmal                   | BW |
| Friedensallee 7 (Karte) | Wohn- und Geschäftshaus          | | 094 60625          | Baudenkmal                   | Wohn- und Geschäftshaus |
| Friedensallee 8; Eckbebauung zur Poststraße (Karte) | Bankgebäude                      | | 094 60626          | Baudenkmal                   | Bankgebäude |
| Friedensallee 10 (Karte) | Postamt                          | | 094 60627          | Baudenkmal                   | Postamt |
| Friedensallee 11 (Karte) | Gasthaus                         | Union-Restaurant, Buchenhof                                                                                        | 094 60628          | Baudenkmal                   | BW |
| Friedensallee 11a (Karte) | Wohn- und Geschäftshaus          | | 094 60630          | Baudenkmal                   | BW |
| Friedensallee 13, Eckbebauung zur Mozartstraße (Karte) | Bankgebäude                      | Sparkasse | 094 61433          | Baudenkmal                   | BW |
| Friedensallee 16 (Karte) | Wohnhaus                         | | 094 60631          | Baudenkmal                   | BW |
| Friedensallee 19 (Karte) | Wohnhaus                         | | 094 60632          | Baudenkmal                   | BW |
| Friedensallee 25 (Karte) | Kommandantur                     | | 094 60634          | Baudenkmal                   | BW |
| Friedensallee 32, Eckbau zur Franzstraße (Karte) | Wohnhaus                         | | 094 60635          | Baudenkmal                   | BW |
| Friedensallee 47, Eckbebauung zur Friedrichstraße (Karte) | Villa                            | | 094 60636          | Baudenkmal                   | BW |
| Friedensallee 53 (Karte) | Wohnhaus                         | | 094 60637          | Baudenkmal                   | BW |
| Friedrichstraße 1 (Karte) | Wohnhaus                         | | 094 60638          | Baudenkmal                   | BW |
| Friedrichstraße 2: Eckbebauung zur Friedensallee (Karte) | Wohnhaus                         | | 094 60639          | Baudenkmal                   | BW |
| Friedrichstraße 14 (Karte) | Wohnhaus                         | | 094 60640          | Baudenkmal                   | BW |
| Friedrichstraße 15: Eckbau zur Kl. Friedrichstr. (Karte) | Wohnhaus                         | | 094 60641          | Baudenkmal                   | BW |
| Friedrichstraße 17: Eckbau zur Kl. Friedrichstr. (Karte) | Wohnhaus                         | | 094 60642          | Baudenkmal                   | BW |
| Friedrichstraße 23 (Karte) | Wohnhaus                         | | 094 60643          | Baudenkmal                   | BW |
| Friedrichstraße 26 (Karte) | Wohnhaus                         | | 094 60644          | Baudenkmal                   | BW |
| Friedrichstraße 34: Eckbebauung zur Annenstraße (Karte) | Wohnhaus Friedrichstraße 34      | Wohnhaus zweigeschossiges villenartiges Eckhaus aus dem Jahr 1887                                                  | 094 60645          | Baudenkmal                   | Wohnhaus Friedrichstraße 34 |
| Gröbziger Straße 18 (Karte) | Wohnhaus                         | Wohnhaus | 094 60646          | Baudenkmal                   | BW |
| Gröbziger Straße 20, 22 (Karte) | Wohnhaus                         | | 094 60647          | Baudenkmal                   | BW |
| Hallesche Straße 34; Hoffläche zwischen Hallescher und Kustrenaer Straße (Karte) | Gemeindehaus                     | | 094 60085          | Baudenkmal                   | BW |
| Hallesche Straße 34 (Karte) | Wohnhaus                         | Torhaus | 094 60086          | Baudenkmal                   | BW |
| Hallesche Straße 69 (Karte) | Villa                            | | 094 60653          | Baudenkmal                   | BW |
| Hallesche Straße 84g (Karte) | Wohnhaus                         | | 094 60654          | Baudenkmal                   | BW |
| Hallesche Straße 99 (Karte) | Wohnhaus                         | Wohnhaus | 094 60655          | Baudenkmal                   | BW |
| Heinrich-Zille-Straße 1, Käthe-Kollwitz-Straße 1, 2, 3, 4, 5, 6, 7, 8, 9, 10, 11, 12, 13, (Karte) | Straßenzug                       | Straßenzug mit Gebäuden aus der Mitte des 19. Jahrhunderts                                                         | 094 60652          | Denkmalbereich               | Straßenzug |
| Karlsplatz 1, 2, 3, 4, 5, 6, 7, 8, 9, 10, 11, 12, 14, 15 , 16, 17, 18, 19, 20, 21, 22, 23, 24, 25, 26, 27 , 28, 29, 30, 31, 32, 33, 34, 35, 37, Poststraße 26 (Karte) | Karlsplatz                       | Platz als Exerzierplatz angelegter Platz mit zweigeschossiger bis 1860 entstandener Wohnbebauung                   | 094 60658          | Denkmalbereich               | Weitere Bilder |
| Karlsplatz 37 (Karte) | Karlskaserne                     | Kaserne | 094 60667          | Baudenkmal                   | Karlskaserne |
| Karlstraße 45 (Karte) | Wohnhaus                         | Wohnhaus | 094 60668          | Baudenkmal                   | BW |
| Kustrenaer Straße 2 (Karte) | Herzogin-Friederiken-Stift       | 1851/1852 als Krankenhaus errichtetes Altenheim                                                                    | 094 60087          | Baudenkmal                   | Herzogin-Friederiken-Stift |
| Kustrenaer Straße 98 (Karte) | Krankenhaus                      | Krankenhaus | 094 60679          | Baudenkmal                   | BW |
| Käthe-Kollwitz-Straße 7 (Karte) | Gasthaus                         | | 094 60557          | Baudenkmal                   | BW |
| Köthensche Straße 1 (Karte) | Verwaltungsgebäude               | Zentralbüro | 094 60755          | Baudenkmal                   | BW |
| Köthensche Straße 57 (Karte) | Wohnhaus                         | | 094 60669          | Baudenkmal                   | BW |
| Kurze Straße 1, Roschwitzer Straße 1, 2a, 2b, 3, 4, 5, 6, 7, 8, 9, 10, 11, 12, 13 , 13a, 14, 15, 15a, 16, 17, 18, 19, 20, 21, 22, 23, 24, 25, 26, 27, 28, 29, 30, 31, 32, 33, 34, 35, 36, 36a, 36b, 37, 38, 38a, 38b, 39, 40, 41, 43, 45, 47 (Karte) | Straßenzug                       | | 094 60657          |                              | [[Vorlage:Bilderwunsch/code!/C:51.791256,11.74264!/D:Kurze Straße 1, Roschwitzer Straße 1, 2a, 2b, 3, 4, 5, 6, 7, 8, 9, 10, 11, 12, 13 , 13a, 14, 15, 15a, 16, 17, 18, 19, 20, 21, 22, 23, 24, 25, 26, 27, 28, 29, 30, 31, 32, 33, 34, 35, 36, 36a, 36b, 37, 38, 38a, 38b, 39, 40, 41, 43, 45, 47,!/\|BW]] |
| Liebknecht-Straße 26 (Karte) | Wohnhaus                         | | 094 60663          | Baudenkmal                   | Wohnhaus |
| Liebknecht-Straße 30 (Karte) | Villa                            | | 094 60664          | Baudenkmal                   | Villa |
| Liebknecht-Straße 41d östliche Stadterweiterung (Karte) | Wohnhaus                         | | 094 61292          | Baudenkmal                   | Wohnhaus |
| Liebknecht-Straße 45 (Karte) | Wohnhaus                         | | 094 60665          | Baudenkmal                   | Wohnhaus |
| Liebknecht-Straße 61 (Karte) | Villa                            | Keßler-Villa | 094 60687          | Baudenkmal                   | Villa |
| Liebknecht-Straße 9, 11 (Karte) | Wohnhaus                         | | 094 60662          | Baudenkmal                   | BW |
| Martinsplatz (Karte) | Martinsplatz                     | Platz | 094 60659          | Denkmalbereich               | BW |
| Martinsplatz (Karte) | Olga-Benario-Denkmal             | Denkmal 2020 als Denkmal eingetragen                                                                               | 094 60659 001      | Kleindenkmal                 | BW |
| Martinsplatz (Karte) | Ehrenmal                         | Ehrenmal 2020 als Denkmal eingetragen                                                                              | 094 60659 002      | Kleindenkmal                 | BW |
| Martinstraße 1 (Karte) | Wohnhaus                         | | 094 60698          | Baudenkmal                   | BW |
| Martinstraße 2 (Karte) | Wohnhaus                         | | 094 60699          | Baudenkmal                   | BW |
| Martinstraße 21 (Karte) | Martinskirche                    | Kirche | 094 60083          | Baudenkmal                   | BW |
| Martinstraße 4a, 5 (Karte) | Zwei Pfarrhäuser                 | | 094 60700          | Baudenkmal                   | BW |
| Mozartstraße 2a (Karte) | Wohnhaus                         | | 094 60701          | Baudenkmal                   | BW |
| Mozartstraße 2b (Karte) | Wohnhaus                         | Wohnhaus | 094 60702          | Baudenkmal                   | BW |
| Mozartstraße 3, 5 (Karte) | Wohnhaus                         | | 094 60703          | Baudenkmal                   | BW |
| Mozartstraße 6, Eckbebauung zur Beethovenstraße (Karte) | Wohnhaus                         | | 094 60704          | Baudenkmal                   | BW |
| Mozartstraße 8 (Karte) | Wohnhaus                         | | 094 60705          | Baudenkmal                   | BW |
| Mozartstraße 12 (Karte) | Wohnhaus                         | | 094 60706          | Baudenkmal                   | BW |
| Mozartstraße 23 (Karte) | Wohnhaus Mozartstraße 23         | Wohnhaus zweigeschossiges Gebäude aus der Zeit nach 1900 mit historistischer Fassade                               | 094 60707          | Baudenkmal                   | Wohnhaus Mozartstraße 23 |
| Olga-Benario-Straße 13 (Karte) | Wohnhaus                         | Wohnhaus | 094 60710          | Baudenkmal                   | BW |
| Olga-Benario-Straße 15 (Karte) | Wohnhaus                         | Wohnhaus | 094 60711          | Baudenkmal                   | BW |
| Parkstraße (Karte) | Friedhof II                      | Friedhof 1878 gegründete und 1914 erweiterte parkartige Friedhofsanlage mit Friedhofskapelle im Stil der Neogotik. | 094 60084          | Baudenkmal                   | Friedhof II |
| Parkstraße 13 (Karte) | Wohnhaus Parkstraße 13           | Wohnhaus Anfang des 20. Jahrhunderts errichteter langgestreckter Ziegelbau mit hoher Attika                        | 094 60088          | Baudenkmal                   | Wohnhaus Parkstraße 13 |
| Parkstraße 14 (Karte) | Villa Parkstraße 14              | Villa In der Zeit um 1900 als Klinkerbau errichtete Villa mit Elementen des Jugendstils.                           | 094 60089          | Baudenkmal                   | Villa Parkstraße 14 |
| Poststraße 22 (Karte) | Wohn- und Geschäftshaus          | Wohn- und Geschäftshaus                                                                                            | 094 60715          | Baudenkmal                   | Wohn- und Geschäftshaus |
| Rheineplatz 8, Eckgrundstück zur Friedensallee | Wessel-Villa                     | Villa eventuell nicht mehr existent                                                                                | 094 60633          | Baudenkmal                   | |
| Richard-Wagner-Straße 35, 37, 39, 41, 43, 45, 47 Stadterweiterung, südöstlicher Teil (Karte) | Straßenzeile                     | Straßenzeile | 094 60572          | Denkmalbereich               | BW |
| Roschwitzer Straße 2a (Karte) | Ackerbürgerhof                   | Ackerbürgerhof | 094 60717          | Baudenkmal                   | BW |
| Roschwitzer Straße 36 (Karte) | Wohnhaus                         | Wohnhaus | 094 60718          | Baudenkmal                   | BW |
| Rosenstraße 8, Eckbebauung zur Bornstraße (Karte) | Handwerker-Schule                | Schule | 094 60109          | Baudenkmal                   | BW |
| Schulstraße 43 (Karte) | Wohnhaus                         | Wohnhaus | 094 60734          | Baudenkmal                   | BW |
| Schäferstraße 1, 1a, 2, 2a, 3, 4, 5, 6, 7, 8, 9, 10, 11, 12, 13, 13, 15, 16, 17, 18, 19, 20, 21, 22, 23, 24, 25, 26, 27, 28, 29, 30, 31, 32, 33, 34, 35, 36, 37, 38, 39, 40, 41, 43, 45, 47 Wasserturmstraße 11, 28 Stadterweiterung, südlicher Teil (Karte) | Straßenzug                       | Straßenzug | 094 60566          | Denkmalbereich               | [[Vorlage:Bilderwunsch/code!/C:51.789594,11.737318!/D:Schäferstraße 1, 1a, 2, 2a, 3, 4, 5, 6, 7, 8, 9, 10, 11, 12, 13, 13, 15, 16, 17, 18, 19, 20, 21, 22, 23, 24, 25, 26, 27, 28, 29, 30, 31, 32, 33, 34, 35, 36, 37, 38, 39, 40, 41, 43, 45, 47 Wasserturmstraße 11, 28 Stadterweiterung, südlicher Teil,!/\|BW]] |
| Steinstraße 3 (Karte) | Villa                            | Villa | 094 60735          | Baudenkmal                   | BW |
| Steinstraße 3e (Karte) | Wohnhaus                         | Wohnhaus | 094 60736          | Baudenkmal                   | BW |
| Steinstraße 3i (Karte) | Wohn- und Geschäftshaus          | Wohn- und Geschäftshaus                                                                                            | 094 60737          | Baudenkmal                   | BW |
| Steinstraße 27 (Karte) | Wohnhaus                         | Wohnhaus | 094 60738          | Baudenkmal                   | BW |
| Steinstraße 61, 63 (Karte) | Wohnhaus                         | Wohnhaus | 094 60740          | Baudenkmal                   | BW |
| Steinstraße 62 (Karte) | Wohnhaus                         | Wohnhaus | 094 60739          | Baudenkmal                   | BW |
| Stiftstraße 73 (Karte) | Wohnhaus                         | Wohnhaus | 094 60742          | Baudenkmal                   | BW |
| Stiftstraße 82 (Karte) | Wohnhaus                         | Wohnhaus | 094 60741          | Baudenkmal                   | BW |
| Wasserturmstraße (Karte) | Wasserturm                       | Wasserturm | 094 60747          | Baudenkmal                   | Wasserturm |
| Wettiner Straße 3, 5, 7, 9, 11, 13, 15, 17, 19, 21, 23, 24, 25, 26, 27, 28, 29, 30, 32, 34, 36, 38, 40, 42, 44, 46, 48, 50, 52, Stadterweiterung, südöstlicher Teil (Karte) | Straßenzug                       | Straßenzug | 094 60567          | Denkmalbereich               | BW |

#### Dröbel
| Lage                       | Bezeichnung        | Beschreibung                                                                           | Erfassungs- nummer | Ausweisungsart | Bild |
| -------------------------- | ------------------ | -------------------------------------------------------------------------------------- | ------------------ | -------------- | ---- |
| An der Schwemme 1 (Karte)  | Bauernhof          |                                                                                        | 094 60857          | Baudenkmal     | BW   |
| Bauerngasse o. Nr. (Karte) | Wirtschaftsgebäude |                                                                                        | 094 60858          | Baudenkmal     | BW   |
| Dessauer Straße (Karte)    | Kirche             |                                                                                        | 094 60532          | Baudenkmal     | BW   |
| Dessauer Straße 42 (Karte) | Verwaltungsgebäude | Verwaltungsgebäude der Zuckerfabrik Dröbel (bis 1942 zur Zuckerkreditbank AG gehörend) | 094 60861          | Baudenkmal     | BW   |

#### Roschwitz
| Lage                                                                                        | Bezeichnung    | Beschreibung                                            | Erfassungs- nummer | Ausweisungsart | Bild |
| ------------------------------------------------------------------------------------------- | -------------- | ------------------------------------------------------- | ------------------ | -------------- | ---- |
| Friedhof am nordöstlichen Ortsrand, in der östl. Verlängerung der Südstraße gelegen (Karte) | Kriegerdenkmal |                                                         | 094 60856          | Kleindenkmal   | BW   |
| Thomas-Müntzer-Straße 39 (Karte)                                                            | Gutshof        | Domäne Roschwitz, zwei Gebäude links und rechts vom Weg | 094 60529          | Baudenkmal     | BW   |

#### Weitere Stadtteile
| Lage | Bezeichnung         | Beschreibung                                          | Erfassungs- nummer | Ausweisungsart | Bild |
| --- | ------------------- | ----------------------------------------------------- | ------------------ | -------------- | --- |
| An der Fernverkehrsstraße 12, 12a Bundesstraße B 71 südl. von Neugattersleben (Karte) | Chausseehaus        | Magdeburger Chaussee                                  | 094 61418          | Baudenkmal     | BW |
| B 71 B71, Abschnitt 095, km 3,805 nahe Bodebrücke Neugattersleben | Zollhaus            |                                                       | 094 97862          | Baudenkmal     | |
| Hallesche Landstraße Brücke an der Salzbahn (Karte) | Distanzstein        |                                                       | 094 60651          | Kleindenkmal   | Distanzstein |
| Hallesche Straße 24, 25, 25a, 25b, 25c, 25d, 25e, 26, 27, 28, 29, 30, 31, 32, 33, 34, 35, 36, 37, 38, 39, 40, 41, 42, 43, 44, 45, 46, 47, 48, 49, 50, 51, 52, 53, 54, 55, 56, 57, 58, 59, 60, 61, 62, 63, 64, 65, 66, 67, 68, 69, 70, 71, 72, 73, 74, 75, 76, 77, 78, 79, 80, 81, 82, 83, 84, 84a, 84b, 84c, 84d, 84e, 84f, 84g, 84h, 85, 86, 87, 87a, 88, 89, 90, 91, 92, 93, 93a, 93b, 93c, 94, 95, 96, 97, 98, 99, 100 Ausfahrtsstraße Richtung Süden (Karte)               | Straßenzug          |                                                       | 094 60564          | Denkmalbereich | [[Vorlage:Bilderwunsch/code!/C:51.790961,11.740295!/D:Hallesche Straße 24, 25, 25a, 25b, 25c, 25d, 25e, 26, 27, 28, 29, 30, 31, 32, 33, 34, 35, 36, 37, 38, 39, 40, 41, 42, 43, 44, 45, 46, 47, 48, 49, 50, 51, 52, 53, 54, 55, 56, 57, 58, 59, 60, 61, 62, 63, 64, 65, 66, 67, 68, 69, 70, 71, 72, 73, 74, 75, 76, 77, 78, 79, 80, 81, 82, 83, 84, 84a, 84b, 84c, 84d, 84e, 84f, 84g, 84h, 85, 86, 87, 87a, 88, 89, 90, 91, 92, 93, 93a, 93b, 93c, 94, 95, 96, 97, 98, 99, 100 Ausfahrtsstraße Richtung Süden,!/\|BW]] |
| Herta-Lindner-Straße 1, 2, 3, 4, 5, 6, 7, 8, 9, 10, 11, 12, 13, 14 , 15, 16, 17, 18, 19, 20, Horst-Heilmann-Straße 1, 2, 3, 4, 5, 6, 7, 8, 9, 10, 11, 12, 13, 14 , 15, 16, John-Scheer-Straße 1, 2, 3, 4, 5, 6, 7, 8, 9, 10, 11, 12, 13, 14 , 15, 16, 17, 18, 19, 20, 21, 22, 23, 24, 25, 26 , 27, 28, 29, 30, 31, Magdeburger Chaussee 7, Malte-Bruun-Straße 1, 2, 3, 4, 5, 6, 7, 8, 9, 10, 11, 12, 13, 14, 15, 16, 17, 18, 19, 20, 21, 22, 23, 24, 25 Friedrichshöhe (Karte) | Zickzackhausen      | Siedlung Friedrichshöhe, Zickzackhausen               | 094 60068          | Denkmalbereich | Zickzackhausen |
| Ilberstedter Straße Ortsausfahrt Richtung Aderstedt (Karte) | Keßlerturm          | Aussichtsturm                                         | 094 60597          | Baudenkmal     | Weitere Bilder |
| Ilberstedter Straße (Karte) | Friedhof III        | Friedhof                                              | 094 60598          | Baudenkmal     | BW |
| Magdeburger Chaussee, L50 in Strenzfeld (Karte) | Wegweiser           | Wegweiser 2021 als Denkmal ausgewiesen.               | 094 18809          | Kleindenkmal   | BW |
| Magdeburger Chaussee, L50 (Karte) | Distanzstein        | Distanzstein 2021 als Denkmal ausgewiesen.            | 094 18810          | Kleindenkmal   | Weitere Bilder |
| Magdeburger Chaussee 7 (Karte) | Konsumgebäude       | Wohn- und Geschäftshaus 2019 als Denkmal ausgewiesen. | 094 61461          | Baudenkmal     | Konsumgebäude |
| Magdeburger Straße (Karte) | Neue Stephanskirche | Kirche                                                | 094 60599          | Baudenkmal     | Weitere Bilder |
| Olga-Benario-Straße 16–18 Haus II (Karte) | Gedenkstätte        |                                                       | 094 60714          | Baudenkmal     | BW |
| Olga-Benario-Straße 16–18 Ortsausfahrtsbereich Richtung Gröna (Karte) | Krankenhaus         | Landeskrankenhaus                                     | 094 60713          | Baudenkmal     | BW |
| Parkstraße am Friedhof II (Karte) | Brücke              | Fuhnebrücke                                           | 094 61291          | Baudenkmal     | BW |
| Rathmannsdorfer Straße 2 Ortslage Waldau, Eckbebauung zur Staßfurter Straße (Karte) | Wohnhaus            |                                                       | 094 60600          | Baudenkmal     | BW |
| Rathmannsdorfer Straße 38 Ortslage Waldau (Karte) | Wohnhaus            |                                                       | 094 60601          | Baudenkmal     | BW |
| Rößeberg auf der Westzeile der Ilberstedter Straße (Karte) | Friedhof            | Jüdischer Friedhof                                    | 094 60067          | Baudenkmal     | BW |
| Rößeberg 5 (Karte) | Villa               |                                                       | 094 60602          | Baudenkmal     | BW |
| Schachtstraße 8 Friedenshall, Siedlung am eh. Kalischacht (Karte) | Villa               |                                                       | 094 60780          | Baudenkmal     | BW |
| Schachtstraße 1, 2, 3, 4, 5, 6, 7, 8, 9, 10, 11, 12, 13, 14 Friedenshall, am ehem. Kaliwerk (Karte) | Siedlung            |                                                       | 094 60779          | Denkmalbereich | BW |
| Schäferberg 22, 23, 24, 25, 26, 27, 28, 29, 30, 31, 32 Erhebung über dem Flutbett der Saale | Siedlung            |                                                       | 094 60603          | Denkmalbereich | Siedlung |
| Staßfurter Straße 31, 33, Ortsrand | Waisenhaus          | Friederikenhaus                                       | 094 60604          | Baudenkmal     | Waisenhaus |
| Vorwerk Zepzig 5, Vorwerk Zepzig, südöstl. von Bernburg gelegen (Karte) | Vorwerk Zepzig      | Vorwerk                                               | 094 60851          | Baudenkmal     | BW |
| Weinberg (Karte) | St. Stephanus       | Kirche                                                | 094 60596          | Baudenkmal     | Weitere Bilder |

### Aderstedt
| Lage | Bezeichnung  | Beschreibung                                            | Erfassungs- nummer | Ausweisungsart | Bild   |
| --- | ------------ | ------------------------------------------------------- | ------------------ | -------------- | ------ |
| Kalibergwerk Aderstedt; Schachtanlage Neuwerk I und II (Karte)                                                                             | Förderanlage | Doppelschachtanlage Neuwerk I (Coburg) u. II (Erbprinz) | 094 60854          | Baudenkmal     | BW     |
| Alte Dorfstraße (Karte) | Denkmal      |                                                         | 094 60363          | Baudenkmal     | BW     |
| Alte Dorfstraße vor dem Wohnhaus Nr. 23 (Karte)                                                                                            | Pumpe        |                                                         | 094 60362          | Kleindenkmal   | Pumpe  |
| Alte Dorfstraße Am Strengeweg (Karte) | Pumpe        |                                                         | 094 60366          | Kleindenkmal   | BW     |
| Alte Dorfstraße 25 (Karte) | Wohnhaus     |                                                         | 094 60364          | Baudenkmal     | BW     |
| Alte Dorfstraße 26 Ortskern (Karte) | Bauernhof    |                                                         | 094 60365          | Baudenkmal     | BW     |
| Alte Dorfstraße 40 zwischen Alter Dorfstraße und Strenge, nordöstlich der Dorfkirche (Karte)                                               | Rittergut    | Klostergut                                              | 094 60353          | Baudenkmal     | BW     |
| Alte Dorfstraße 47 (Karte) | Kirche       | St. Paulus                                              | 094 60352          | Baudenkmal     | Kirche |
| Hauptstraße 8 Ortsausfahrt Richtung Bernburg (Karte)                                                                                       | Herrenhaus   |                                                         | 094 60360          | Baudenkmal     | BW     |
| Hauptstraße 15, 17, 19, 21, 23, 25, 27, 29, 30, 31, 32, 33, 34, 35, 36, 37, 39, 41, 43, 45, 47, 49, 51, Osmarsleber Weg 1, 2, 3, 4 (Karte) | Straßenzeile |                                                         | 094 60351          | Denkmalbereich | BW     |
| Hauptstraße 25 (Karte) | Bauernhof    |                                                         | 094 60358          | Baudenkmal     | BW     |
| Hauptstraße 27 Eckbebauung am Osmarsleber Weg (Karte)                                                                                      | Wohnhaus     |                                                         | 094 60355          | Baudenkmal     | BW     |
| Hauptstraße 32 (Karte) | Bauernhof    |                                                         | 094 60359          | Baudenkmal     | BW     |
| Hauptstraße 50 Am Weinberg (Karte) | Wohnhaus     |                                                         | 094 60354          | Baudenkmal     | BW     |
| Hauptstraße 5a an der Wipper (Karte) | Mühle        | Zörnitzer Mühle                                         | 094 60428          | Baudenkmal     | BW     |

### Baalberge
| Lage | Bezeichnung             | Beschreibung                                                                                         | Erfassungs- nummer | Ausweisungsart | Bild |
| --- | ----------------------- | --- | ------------------ | -------------- | --- |
| Friedhof (Karte) | Gruftanlage             | | 094 60051          | Baudenkmal     | BW |
| östlich der Ortslage, am Abzweig der Landstraße nach Poley (Karte) | Wegweiser               | | 094 61285          | Kleindenkmal   | BW |
| nordwestlich der Ortslage, Straßenkreuzung mit Abzweig nach Poley, Plömnitz (Karte) | Wegweiser               | | 094 98486          | Kleindenkmal   | BW |
| Am Bahnhof 2, 2a (Karte) | Wohnhaus                | | 094 60059          | Baudenkmal     | BW |
| Am Gemeindebackhaus 3 (Karte) | Wohn- und Geschäftshaus | | 094 60052          | Baudenkmal     | BW |
| Bauernwinkel 13 (Karte) | Pfarrhaus               | | 094 60049          | Baudenkmal     | BW |
| Bauernwinkel 5, 5a (Karte) | Wohnhaus                | | 094 60050          | Baudenkmal     | BW |
| Bernburger Straße nordwestlich des Dorfes, nahe der Bernburger Straße (Karte) | Mühle                   | | 094 60057          | Baudenkmal     | Mühle |
| Bernburger Straße 8 (Karte) | Wohnhaus                | | 094 60053          | Baudenkmal     | BW |
| Bernburger Straße 10 (Karte) | Bauernhof               | | 094 60054          | Baudenkmal     | BW |
| Bernburger Straße 21 (Karte) | Wohnhaus                | | 094 60055          | Baudenkmal     | BW |
| Bernburger Straße 23 (Karte) | Wohnhaus                | | 094 60056          | Baudenkmal     | BW |
| Bernburger Straße 51 (Karte) | Kirche                  | St. Nikolai                                                                                          | 094 60047          | Baudenkmal     | Kirche |
| Kolonie 1a, 1b, 2a, 2b, 3a, 3b, 4a, 4b, 5a, 5b, 6a, 6b, 7, 8a, 8b, 9a, 9b, 10, 11, 12a, 12b, 13, 14a, 14b , 15a, 15b, 16a, 16b, 17a, 17b, 18a, 18b, 19a, 19b , 20a, 20b, 21a, 21b, 21c, 22a, 22b, 23 südwestlich des alten Dorfes, an der Bahnstation bzw. der Bahnlinie (Karte) | Siedlung                | Siedlung 2023 wurde die bis dahin als Baudenkmal ausgewiesene Siedlung zum Denkmalbereich umgestuft. | 094 60058          | Denkmalbereich | [[Vorlage:Bilderwunsch/code!/C:51.762294,11.787667!/D:Kolonie 1a, 1b, 2a, 2b, 3a, 3b, 4a, 4b, 5a, 5b, 6a, 6b, 7, 8a, 8b, 9a, 9b, 10, 11, 12a, 12b, 13, 14a, 14b , 15a, 15b, 16a, 16b, 17a, 17b, 18a, 18b, 19a, 19b , 20a, 20b, 21a, 21b, 21c, 22a, 22b, 23 südwestlich des alten Dorfes, an der Bahnstation bzw. der Bahnlinie,!/\|BW]] |
| Kreisstraße K 2104 (Karte) | Wegweiser               | Wegweiser Kleinwirschleben 2021 als Denkmal ausgewiesen.                                             | 094 18806          | Kleindenkmal   | BW |

### Biendorf
| Lage                                                         | Bezeichnung        | Beschreibung                                                                                      | Erfassungs- nummer | Ausweisungsart               | Bild            |
| ------------------------------------------------------------ | ------------------ | ------------------------------------------------------------------------------------------------- | ------------------ | ---------------------------- | --------------- |
| Am Alten Turm (Karte)                                        | Kirche             | Der Turm ist der Rest einer romanischen Kirche, deren Schiff in den 1840er Jahren zerstört wurde. | 094 60864          | Baudenkmal                   | Weitere Bilder  |
| Kaiser-Otto-Straße Am Schmiedeplatz (Karte)                  | Brücke             | Ziethe-Brücke                                                                                     | 094 60866          | Baudenkmal                   | BW              |
| Kaiser-Otto-Straße (Karte)                                   | Kirche             | Evangelische Kirche, 1928 erbaut, 7. Oktober 1928 eingeweiht.                                     | 094 60865          | Baudenkmal                   | Weitere Bilder  |
| Kaiser-Otto-Straße 8 (Karte)                                 | Domäne Biendorf    | Domäne                                                                                            | 094 60863          | Baudenkmal                   | Domäne Biendorf |
| Kaiser-Otto-Straße 6, Südseite des Hofes, an der Schulstraße | Herrenhaus         | Herrenhaus                                                                                        | 094 60863 001      | Teilobjekt eines Baudenkmals |                 |
| Kaiser-Otto-Straße 6, 8                                      | Wirtschaftsgebäude | Wirtschaftsgebäude                                                                                | 094 60863 002      | Teilobjekt eines Baudenkmals |                 |
| Kaiser-Otto-Straße 2, 3, 4 (Karte)                           | Schloss Biendorf   |                                                                                                   | 094 60862          | Baudenkmal                   | Weitere Bilder  |
| Kaiser-Otto-Straße 4                                         | Schloss            | Schloss                                                                                           | 094 60862 001      | Teilobjekt eines Baudenkmals |                 |
| Kaiser-Otto-Straße 2                                         | Orangerie          | Orangerie                                                                                         | 094 60862 002      | Teilobjekt eines Baudenkmals |                 |
| Kaiser-Otto-Straße                                           | Torhaus            | Torhaus                                                                                           | 094 60862 003      | Teilobjekt eines Baudenkmals |                 |
| Park, nordwestlich des Schlosses                             | Brücke             | Brücke                                                                                            | 094 60862 004      | Teilobjekt eines Baudenkmals |                 |
| Kaiser-Otto-Straße                                           | Park               | Park                                                                                              | 094 60862 005      | Teilobjekt eines Baudenkmals |                 |
| Zur Eisenbahn (Karte)                                        | Bahnhof Biendorf   | Bahnhof                                                                                           | 094 60867          | Baudenkmal                   | Weitere Bilder  |
| Lindenallee                                                  | Empfangsgebäude    | Empfangsgebäude                                                                                   | 094 60867 001      | Teilobjekt eines Baudenkmals |                 |
| Bahnübergang                                                 | Stellwerk          | Stellwerk                                                                                         | 094 60867 002      | Teilobjekt eines Baudenkmals |                 |
| Bahngelände zwischen Bahnübergang und Feldstraße             | Güterabfertigung   | Güterabfertigung                                                                                  | 094 60867 003      | Teilobjekt eines Baudenkmals |                 |

### Crüchern
| Lage                                   | Bezeichnung | Beschreibung | Erfassungs- nummer | Ausweisungsart | Bild  |
| -------------------------------------- | ----------- | ------------ | ------------------ | -------------- | ----- |
| Ortskern (Karte)                       | Kirche      |              | 094 60404          | Baudenkmal     | BW    |
| westlich der Ortslage Crüchern (Karte) | Mühle       |              | 094 60405          | Baudenkmal     | Mühle |
| Dorfstraße 25 (Karte)                  | Herrenhaus  |              | 094 60403          | Baudenkmal     | BW    |

### Gröna
| Lage                                                                 | Bezeichnung      | Beschreibung                 | Erfassungs- nummer | Ausweisungsart               | Bild          |
| -------------------------------------------------------------------- | ---------------- | ---------------------------- | ------------------ | ---------------------------- | ------------- |
| Saaledeich, Abschnitt nordwestl. des Dorfes Kustrena                 | Deichwächterhaus |                              | 094 60844          | Baudenkmal                   |               |
| Ortseinfahrtsbereich; am Deich (Karte)                               | Toranlage        | Tor zum Schloßgarten ?       | 094 60801          | Baudenkmal                   | BW            |
| Grönaer Hauptstraße 7 von-Horstsches Freigut (Karte)                 | Bauernhof        |                              | 094 60798          | Baudenkmal                   | BW            |
| Grönaer Hauptstraße 10 nördlich des von-Horstschen Freigutes (Karte) | Pfarrhaus        |                              | 094 60800          | Baudenkmal                   | BW            |
| Grönaer Saalweg (Karte)                                              | Kirche           | St. Petri                    | 094 60793          | Baudenkmal                   | Kirche        |
| Grönaer Saalweg 3 an der Kirche (Karte)                              | Bauernhof        |                              | 094 60799          | Baudenkmal                   | BW            |
| Grönaer Saalweg 11 (Karte)                                           | Gutshof          | von-Horstsches Freigut       | 094 60797          | Baudenkmal                   | Gutshof       |
| Mittelweg nördlich der heutigen Ortslage (Karte)                     | Friedhof         |                              | 094 60803          | Baudenkmal                   | BW            |
| Mittelweg 3a, 3b, 3c (Karte)                                         | Ziegelei         |                              | 094 60802          | Baudenkmal                   | BW            |
| Rustanger Saalehang (Karte)                                          | Schloss Gröna    |                              | 094 60794          | Baudenkmal                   | Schloss Gröna |
| Rustanger                                                            | Park             | Park                         | 094 60794 001      | Teilobjekt eines Baudenkmals |               |
| Rustanger 3 am Schloß (Karte)                                        | Wirtschaftshof   | Wirtschaftshof des Schlosses | 094 60795          | Baudenkmal                   | BW            |

### Leau
| Lage                     | Bezeichnung         | Beschreibung                            | Erfassungs- nummer | Ausweisungsart | Bild   |
| ------------------------ | ------------------- | --------------------------------------- | ------------------ | -------------- | ------ |
| (Karte)                  | Kirche              | St. Wolfgang                            | 094 97992          | Baudenkmal     | Kirche |
| Friedhof (Karte)         | Kriegerdenkmal Leau | Gedenkstätte                            | 094 61293          | Kleindenkmal   | BW     |
| Landstraße L 149 (Karte) | Wegweiser           | Wegweiser 2021 als Denkmal ausgewiesen. | 094 18807          | Kleindenkmal   | BW     |
| Landstraße L 149 (Karte) | Wegweiser           | Wegweiser 2021 als Denkmal ausgewiesen. | 094 18808          | Kleindenkmal   | BW     |

### Peißen
| Lage                                                              | Bezeichnung  | Beschreibung           | Erfassungs- nummer | Ausweisungsart | Bild |
| ----------------------------------------------------------------- | ------------ | ---------------------- | ------------------ | -------------- | ---- |
| Unterpeißen (Karte)                                               | Kirche       | St. Wenzel             | 094 60149          | Baudenkmal     | BW   |
| Bauernhöfe 21 Oberpeißen (Karte)                                  | Bauernhof    | Peißener Brunnenstraße | 094 60776          | Baudenkmal     | BW   |
| Leauer Weg Friedhof von Unterpeißen (Karte)                       | Gruftanlage  | F. Kochs Familiengruft | 094 60770          | Baudenkmal     | BW   |
| Neue Blumenstraße 17 (Karte)                                      | Wohnhaus     |                        | 094 60772          | Baudenkmal     | BW   |
| Peißener Friedhofstraße Friedhof Oberpeißen (Karte)               | Gruftanlage  | Familiengruft Marth    | 094 60771          | Baudenkmal     | BW   |
| Peißener Hauptstraße 1, 3 (Karte)                                 | Chausseehaus |                        | 094 60777          | Baudenkmal     | BW   |
| Peißener Hauptstraße 23 (Karte)                                   | Gutshaus     | Koch’s Hof             | 094 60774          | Baudenkmal     | BW   |
| Peißener Hauptstraße 29 (Karte)                                   | Wohnhaus     |                        | 094 60775          | Baudenkmal     | BW   |
| Peißener Hauptstraße 35 Eckbebauung zur Kustrenaer Straße (Karte) | Bauernhof    |                        | 094 60773          | Baudenkmal     | BW   |

### Plömnitz
| Lage                          | Bezeichnung    | Beschreibung | Erfassungs- nummer | Ausweisungsart | Bild |
| ----------------------------- | -------------- | ------------ | ------------------ | -------------- | ---- |
| Am Lindenplatz (Karte)        | Kriegerdenkmal |              | 094 97993          | Kleindenkmal   | BW   |
| Schachtstraße Hof von Nr. 32c | Brunnen        |              | 094 97994          | Baudenkmal     |      |

### Poley
| Lage                                                                          | Bezeichnung       | Beschreibung                            | Erfassungs- nummer | Ausweisungsart | Bild |
| ----------------------------------------------------------------------------- | ----------------- | --------------------------------------- | ------------------ | -------------- | ---- |
| nördlich von Klein-Poley, am Abzweig der Landstraße nach Klein und Groß-Poley | Nivellementspunkt |                                         | 094 61286          | Kleindenkmal   |      |
| Landstraße L 185 (Karte)                                                      | Wegweiser         | Wegweiser 2021 als Denkmal ausgewiesen. | 094 18805          | Kleindenkmal   | BW   |
| Kirchstraße Groß-Poley, südlicher Ortsrand (Karte)                            | Kirche            | S. Cyriakus                             | 094 60506          | Baudenkmal     | BW   |
| Poleyer Friedhofsstraße Friedhof von Groß-Poley, südlicher Ortsrand (Karte)   | Gruft             |                                         | 094 60507          | Baudenkmal     | BW   |
| Poleyer Hauptstraße 35 Groß-Poley, östlicher Ortsrand (Karte)                 | Wohnhaus          |                                         | 094 60508          | Baudenkmal     | BW   |
| Poleyer Weg 18 Weddegast (Karte)                                              | Gutshaus          |                                         | 094 60509          | Baudenkmal     | BW   |
| Schmiedegasse 1 Klein-Poley (Karte)                                           | Schmiede          |                                         | 094 60510          | Baudenkmal     | BW   |

### Preußlitz
| Lage                                               | Bezeichnung    | Beschreibung    | Erfassungs- nummer | Ausweisungsart | Bild           |
| -------------------------------------------------- | -------------- | --------------- | ------------------ | -------------- | -------------- |
| Platz vor dem Gutshaus, östlich der Kirche (Karte) | Kriegerdenkmal |                 | 094 97985          | Baudenkmal     | Kriegerdenkmal |
| Am Denkmal 5 nördlich der Kirche (Karte)           | Gutshof        | Krügersches Gut | 094 97986          | Baudenkmal     | Gutshof        |
| Am Gutshof, Gutshof (Karte)                        | Gutshof        | Meyersches Gut  | 094 97991          | Baudenkmal     | Gutshof        |
| Kirchgasse (Karte)                                 | Kirche         |                 | 094 97989          | Baudenkmal     | Kirche         |
| Kirchgasse 1 nördlich neben der Kirche (Karte)     | Pfarrhaus      |                 | 094 97990          | Baudenkmal     | BW             |
| Preußlitzer Hauptstraße Friedhof (Karte)           | Feierhalle     |                 | 094 97988          | Baudenkmal     | BW             |
| Preußlitzer Hauptstraße gegenüber Nr. 10 (Karte)   | Wegweiser      |                 | 094 97987          | Kleindenkmal   | BW             |

### Wohlsdorf
| Lage                                                              | Bezeichnung | Beschreibung   | Erfassungs- nummer | Ausweisungsart | Bild   |
| ----------------------------------------------------------------- | ----------- | -------------- | ------------------ | -------------- | ------ |
| (Karte)                                                           | Kirche      |                | 094 60398          | Baudenkmal     | Kirche |
| Dorfstraße vor dem Feuerwehrhäuschen auf einer Grünfläche (Karte) | Denkmal     |                | 094 60402          | Kleindenkmal   | BW     |
| Dorfstraße (Karte)                                                | Pumpe       |                | 094 60401          | Kleindenkmal   | BW     |
| Dorfstraße 30 (Karte)                                             | Gutshaus    | Altes Gutshaus | 094 60400          | Baudenkmal     | BW     |
| Dorfstraße 41 (Karte)                                             | Gutshaus    |                | 094 60399          | Baudenkmal     | BW     |

## Ehemalige Kulturdenkmale nach Ortsteilen
Die nachfolgenden Objekte waren ursprünglich ebenfalls denkmalgeschützt oder wurden in der Literatur als Kulturdenkmale geführt. Die Denkmale bestehen heute jedoch nicht mehr, ihre Unterschutzstellung wurde aufgehoben oder sie werden nicht mehr als Denkmale betrachtet.

### Aderstedt
| Lage                                                       | Bezeichnung           | Beschreibung         | Erfassungs- nummer | Ausweisungsart | Bild |
| ---------------------------------------------------------- | --------------------- | -------------------- | ------------------ | -------------- | ---- |
| Alte Dorfstraße 2 Gutshof, neben dem Feuerwehrhaus (Karte) | Wohnhaus              |                      | 094 60361          |                | BW   |
| Osmarsleber Weg westlicher Ortsrand (Karte)                | Umspannwerk           | Schalthaus Aderstedt | 094 60356          |                | BW   |
| Osmarsleber Weg 14 westlicher Ortsrand (Karte)             | Umspannwerk, Wohnhaus |                      | 094 60357          |                | BW   |

### Baalberge
| Lage                                | Bezeichnung | Beschreibung | Erfassungs- nummer | Ausweisungsart | Bild |
| ----------------------------------- | ----------- | ------------ | ------------------ | -------------- | ---- |
| Bauernwinkel 2, Bernburger Straße 1 | Bauernhof   |              | 094 60048          |                |      |

### Bernburg (Saale)
| Lage                                                                                      | Bezeichnung                   | Beschreibung | Erfassungs- nummer | Ausweisungsart | Bild                          |
| ----------------------------------------------------------------------------------------- | ----------------------------- | --- | ------------------ | -------------- | ----------------------------- |
| Aderstedter Straße Brücke über die Wipper bei Aderstedt im Zuge der Landstraße 65 (Karte) | Brücke                        | | 094 97923          |                | BW                            |
| Aderstedter Straße 5, an der Wipper/Wipperbrücke (Karte)                                  | Wohnhaus Aderstedter Straße 5 | Wohnhaus aus der Zeit um 1840/50, nach Abbruch 2019 aus dem Denkmalverzeichnis ausgetragen. | 094 97926          | Baudenkmal     | Wohnhaus Aderstedter Straße 5 |
| Breite Straße 1 (Karte)                                                                   | Fabrik                        | | 094 60578          |                | BW                            |
| Breite Straße 20 Talstadt (Karte)                                                         | Wohnhaus                      | abgerissen | 094 60537          | Baudenkmal     | BW                            |
| Breite Straße 29 Talstadt (Karte)                                                         | Gasthof Zum weißen Schwan     | Der Gasthof Zum weißen Schwan wurde nach dem Dreißigjährigen Krieg, um 1650, erbaut. Er lag an der Handelsstraße zwischen Halle und Magdeburg. Im Jahr 2000 wurde das Haus abgerissen. Die Fassadensteine und einige weitere Teile wurden von der Stadt gesichert und sollen in einen späteren Neubau eingebunden werden. | 094 60073          | Baudenkmal     | BW                            |
| Breite Straße 65 Talstadt (Karte)                                                         | Wohnhaus                      | nicht mehr existent | 094 60545          |                | BW                            |
| Breite Straße 66 Talstadt (Karte)                                                         | Wohnhaus                      | nicht mehr existent | 094 60546          |                | BW                            |
| Dessauer Straße 22 Ortslage Dröbel                                                        | Wohnhaus                      | | 094 60859          |                |                               |
| Dessauer Straße 39 Ortslage Dröbel                                                        | Wohnhaus                      | | 094 60860          |                |                               |
| Fährgasse 1–4 Talstadt, Saaleufer zwischen Marktbrücke und Kaiplatz                       | Speicher                      | | 094 60556          |                |                               |
| Käthe-Kollwitz-Straße 12, 14 Bergstadt                                                    | Gasthof                       | Hohenzollern, Bernburger Hof | 094 60661          |                |                               |
| Landstraße 146 Roschwitz, südöstl. Ortsrand                                               | Brücke                        | | 094 60855          |                |                               |
| Lange Straße 8 Bergstadt                                                                  | Wohnhaus                      | | 094 60682          |                |                               |
| Lange Straße 13 Bergstadt                                                                 | Wohnhaus                      | | 094 60683          |                |                               |
| Leipziger Straße 2 Bergstadt                                                              | Ackerbürgerhof                | Bandelsches Stadtgut | 094 60688          |                |                               |
| Lindenplatz 4 Bergstadt                                                                   | Schule                        | Lindenschule | 094 60111          |                |                               |
| Louis-Braille-Platz Bergstadt                                                             | Platz                         | | 094 60656          |                |                               |
| Olga-Benario-Straße 19 Bergstadt, südöstliche Stadterweiterung                            | Wohnhaus                      | | 094 60712          |                |                               |
| Rheineplatz 7 Bergstadt, Stadterweiterung; Areal des ersten Bernburger Bahnhofs           | Gaststätte                    | Bei dem Gebäude handelt es sich im Kern um das 1846 eröffnete erste Bahnhofsgebäude der Stadt. Es war nur bis 1865 als solches in Betrieb. Danach wurde es für verschiedene Zwecke genutzt. Lange Zeit war es Wohnhaus des Werksdirektors der Solvay-Werke, zu DDR-Zeiten diente es als Makarenko-Haus der Arbeit der FDJ. Nach 1990 kam das Areal wieder in den Besitz des Solvay-Konzerns. Das Haus wurde 2015 abgerissen, da eine Sanierung unwirtschaftlich sei. | 094 60716          | Baudenkmal     | Gaststätte                    |
| Vor dem Nienburger Tor 62 Talstadt                                                        | Wohnhaus                      | | 094 60066          |                |                               |

### Crüchern
| Lage              | Bezeichnung | Beschreibung | Erfassungs- nummer | Ausweisungsart | Bild |
| ----------------- | ----------- | ------------ | ------------------ | -------------- | ---- |
| Dorfstraße Domäne | Stall       |              | 094 60479          |                |      |

### Gröna
| Lage                                         | Bezeichnung | Beschreibung | Erfassungs- nummer | Ausweisungsart | Bild |
| -------------------------------------------- | ----------- | ------------ | ------------------ | -------------- | ---- |
| Grönaer Saalweg 2 südlich der Kirche (Karte) | Wohnhaus    |              | 094 60796          |                | BW   |

### Peißen (bei Bernburg)
| Lage                                                | Bezeichnung | Beschreibung        | Erfassungs- nummer | Ausweisungsart | Bild |
| --------------------------------------------------- | ----------- | ------------------- | ------------------ | -------------- | ---- |
| An der Kreisstraße 104 Straße nach Kleinwirschleben | Wohnhaus    | nicht mehr existent | 094 60769          |                |      |

## Legende
In den Spalten befinden sich folgende Informationen:
- Lage: Nennt den Straßennamen und wenn vorhanden die Hausnummer des Kulturdenkmals. Die Grundsortierung der Liste erfolgt nach dieser Adresse. Der Link „Karte“ führt zu verschiedenen Kartendarstellungen und nennt die geographischen Koordinaten.
Link zu einem Kartenansichtstool, um Koordinaten zu setzen. In der Kartenansicht sind Baudenkmale ohne Koordinaten mit einem roten bzw. orangen Marker dargestellt und können in der Karte gesetzt werden. Baudenkmale ohne Bild sind mit einem blauen bzw. roten Marker gekennzeichnet, Baudenkmale mit Bild mit einem grünen bzw. orangen Marker.
- Offizielle Bezeichnung: Nennt den Namen, die Bezeichnung oder zumindest die Art des Kulturdenkmals und verlinkt, soweit vorhanden, auf den Artikel zum Objekt.
- Beschreibung: Nennt bauliche und geschichtliche Einzelheiten des Kulturdenkmals, vorzugsweise die Denkmaleigenschaften.
- Erfassungsnummer: Für jedes Kulturdenkmal wird in Sachsen-Anhalt eine 20stellige Erfassungsnummer vergeben. Die letzten zwölf Ziffern werden für die Untergliederung nach Teilobjekten genutzt und werden nur angegeben, soweit vergeben. In dieser Spalte kann sich folgendes Icon  befinden, dies führt zu Angaben zu diesem Baudenkmal bei Wikidata.
- Ausweisungsart: Die Einordnung des Denkmales nach § 2 Abs. 2 DenkmSchG LSA
- Bild: Ein Bild des Denkmales, und gegebenenfalls einen Link zu weiteren Fotos des Kulturdenkmals im Medienarchiv Wikimedia Commons. Wenn man auf das Kamerasymbol klickt, können Fotos zu Kulturdenkmalen aus dieser Liste hochgeladen werden: